# Ту-142
Ту-142 (по кодификации НАТО: Bear-F) — советский дальний противолодочный самолёт (ДПЛС).
Изначально предназначался для обнаружения и уничтожения ПЛАРБ противника в районах патрулирования. Фактически в ВМФ применяется для дальней океанской разведки, визуальной или радиотехнической, для дежурства в системе поисково-спасательной службы и только потом для поиска и слежения за ПЛАРБ (после окончания холодной войны).
В начале 1960-х годов в составе ВМС США появились атомные подводные лодки — носители баллистических ракет большой дальности. В связи с этим от ВПК СССР потребовались адекватные меры. Проектирование базового самолёта противолодочной обороны (ПЛО) в качестве средства нейтрализации одной из составляющих ядерных сил США началось в 1963 году. Ту-142 явился дальнейшим развитием и глубокой модернизацией серийного самолёта разведки и целеуказания — Ту-95РЦ, в отличие от которого имеет новое крыло и оперение с применением суперкритических аэродинамических профилей, интегрированные в крылья топливные баки и модернизированную кабину с незначительно улучшенными условиями работы экипажа. В процессе серийного производства неоднократно модифицировался. Всего построено около 100 экземпляров самолётов Ту-142 различных модификаций.

## История создания
В 1959 году в состав ВМС США вошла головная ПЛАРБ «Джордж Вашингтон», в следующем году она приступила к боевому патрулированию. К 1963 году было построено пять таких ПЛАРБ. В 1964—1967 годах они были модернизированы, а в боевой состав ВМС вошли ещё 5 ПЛАРБ типа «Этен Аллен» и 9 типа «Лафайет». Находясь в районах боевого патрулирования, эти ПЛАРБ могли нанести ядерные удары по военно-политическим центрам СССР, причём эти удары в те годы не смогла бы отразить никакая система ПРО.
В 1962 году научно-исследовательские организации МО СССР подготовили справку, из которой следовало, что в данной ситуации наиболее приемлемым средством противодействия ПЛАРБ являются ДПЛС с боевым радиусом в два раза большим, чем у Ил-38.
Для сокращения сроков новый самолёт было решено разрабатывать на базе Ту-95РЦ, с установкой доработанного противолодочного комплекса «Беркут» с Ил-38. 28 февраля 1963 года вышло Постановление Совмина СССР № 246-86 о разработке ДПЛС Ту-142 с ППС «Беркут». Тактико-технические требования к нему главнокомандующие ВВС и ВМФ утвердили 20 апреля, а эскизный проект — 9 октября 1963 года. На испытания комплекс требовалось предъявить в начале 1966 года. Однако сроки готовности машины несколько раз срывались, переносились и вновь нарушались. 17 января 1968 года на заседании Военно-промышленной комиссии при Совете министров (ВПК) было принято решение подготовить для заводских и совместных испытаний в 1968 году три Ту-142, а во втором квартале 1968 года предъявить самолёт на государственные испытания (ГСИ).
Первый полёт опытный Ту-142 № 4200 выполнил 18 июня 1968 года (экипаж И. К. Ведерникова), второй опытный образец № 4201 взлетел 3 сентября, а третий № 4202 — 31 октября того же года. Однако предъявить машину на ГСИ удалось лишь в 1970 году, а пройти испытания лишь в 1972 году после того как было снято требование обеспечить базирования ДПЛС на грунтовых аэродромах и появилась возможность установить более лёгкое шасси и винты АВ-60К с лучшим КПД на крейсерских режимах полёта. Кроме того, простой перенос комплекса «Беркут-38» самолёта Ил-38 не получился, и пришлось адаптировать систему к новому борту, в частности модифицировать БЦВМ «Пламя-263» (на Ту-142 она получила название «Пламя-264»).
Постановление ЦК КПСС и Совмина СССР № 853—292 «О принятии на вооружение ДПЛС Ту-142 с ППС „Беркут-95“» вышло 14 декабря 1972 года. На создание самолёта потребовалось 9 лет и 10 месяцев.

## Производство
Сравнительно большое сходство конструкций Ту-142 и Ту-95РЦ обусловило размещение производства машины на заводе № 18 в городе Куйбышеве (там выпускался Ту-95РЦ).
Первая машина № 4200 представляла собой модифицированный Ту-95РЦ. Полностью было переделано крыло, установлены более широкие гондолы шасси под двенадцатиколёсные тележки. В носовом отсеке удалили транслятор системы «Успех», и на его место поставили ИК-систему поиска ПЛ «Гагара». Убрали верхнюю и нижнюю пушечные установки. На законцовках стабилизатора поставили новые обтекатели антенн системы «Лира». Этот самолёт использовался для испытаний, а затем был переделан в летающую лабораторию и передан в ЛИИ.
Второй самолёт № 4201 имел удлинённую на 1,7 метра переднюю кабину и часть целевого оборудования. На третьем самолёте № 4202 имелся полный комплект оборудования. Все эти самолёты задействовались при заводских и государственных испытаниях.
Одновременно с испытаниями строились серийные самолёты, на которых по результатам испытаний вносились изменения в конструкцию. Так, на самолёте № 4211 были установлены койки для отдыха экипажа. На самолёте № 4231 были установлены гондолы и стойки шасси от Ту-95РЦ, также была демонтирована малоэффективная система «Гагара» и часть оборудования радиоэлектронного противодействия, что снизило массу самолёта на 4 тонны и улучшило лётные характеристики. Но в серии продолжали строить самолёты без кардинальных изменений.
Всего в Куйбышеве с 1967 по 1972 год было построено 17 самолётов Ту-142, затем руководство МАП решило перенести производство Ту-142 на завод № 86 в Таганроге, который заканчивал производственную серию самолётов Бе-12 и уже в 1973 году оставался без заказов. 
Из-за неприспособленности Таганрогского завода для выпуска машин такого класса возникла необходимость в модернизации производства. На территории завода были построены новые цеха и новая большая ВПП длиной 2352 метра, которая всё равно по своим характеристикам не позволяет выполнять взлёт с максимальным взлётным весом и перегонку бортов на Дальний Восток без промежуточной посадки.
Машина с зав. № 4242 стала эталоном для дальнейшего производства. Она имела удлинённую на 2 метра кабину, шасси и оборудование, как на машине № 4231.
Первый построенный самолёт за № 4243 использовался для различных испытаний (см. ниже), затем был передан в ЛИИ, где в течение 1985-86 гг был переделан в летающую лабораторию по испытаниям и доводке новых турбореактивных двигателей, в частности, он сыграл огромную роль при испытаниях двигателя НК-32 самолёта Ту-160. Именно на нём ставились мировые рекорды.
Всего в 1972 году на Таганрогском заводе было изготовлено два Ту-142.
В 1974 году было построено 4 самолёта. Два самолёта с заводскими номерами 4243 и 4244 переделали установкой нового поисково-прицельного комплекса «Коршун», а через год был построен самолёт № 4264. Эти три машины под обозначением Ту-142М использовались для отработок и испытаний нового оборудования, с 1975 до 1980 года.
Начиная с 1975 года завод приступает к серийному производству Ту-142, с темпом примерно 6 самолётов в год.
В 1979 году завод занимается переделкой одного Ту-142МК в Ту-142МС — это прототип будущего ракетоносца Ту-95МС.
До 1983 года на заводе параллельно строят Ту-142МК и Ту-95МС, затем производство Ту-95МС было передано в Куйбышев. 
В 1986 году на заводе было построено 8 самолётов Ту-142МК-Э для Индии. Эти самолёты мало отличались от серийных Ту-142МК и имели некоторые изменения в составе оборудования. Впоследствии завод занимался плановыми ремонтами этих самолётов и дважды проводил доработки по оборудованию.
В 1987 году на государственные испытания вышел самолёт Ту-142МЗ, вскоре началось его производство. Самолёт получил значительные изменения по оборудованию и вооружению.
Серийное производство Ту-142МЗ продолжалось до конца 1992 года, затем было остановлено.
Последний построенный самолёт Ту-142М3 покинул заводской аэродром в 1994 году. Всего в 1968—1994 годах на заводах № 18 и № 86 было изготовлено около 100 экземпляров Ту-142 различных модификаций.

## Модификации

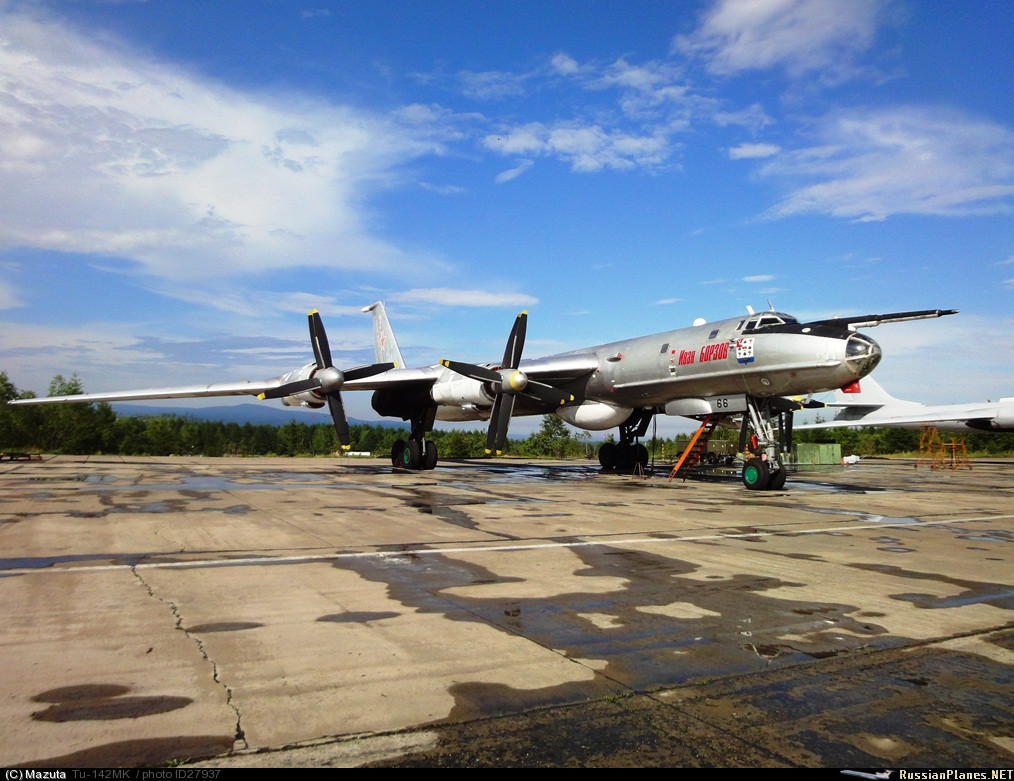
Ту-142МК № 66 «Иван Борзов»

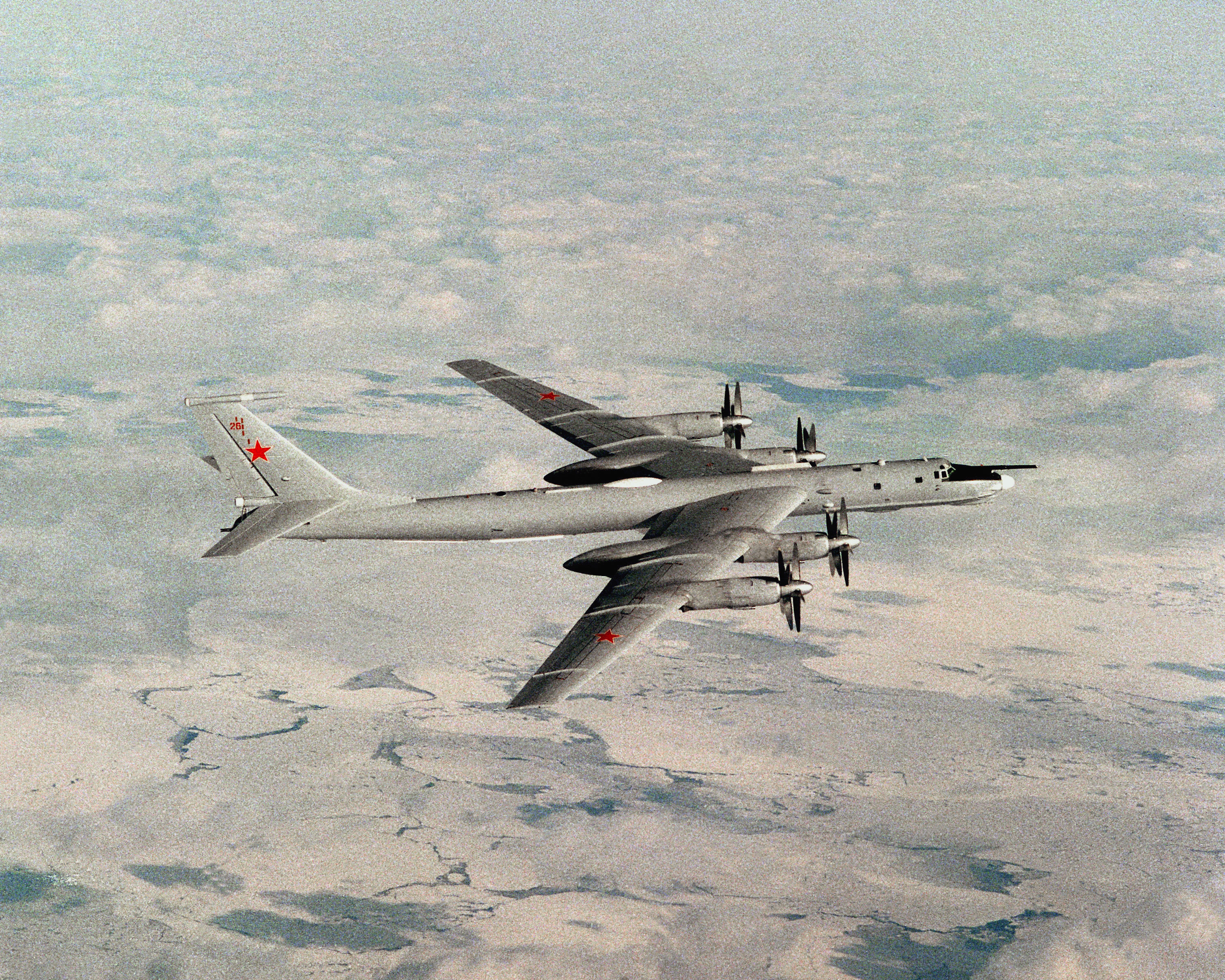
Ту-142МР в полёте

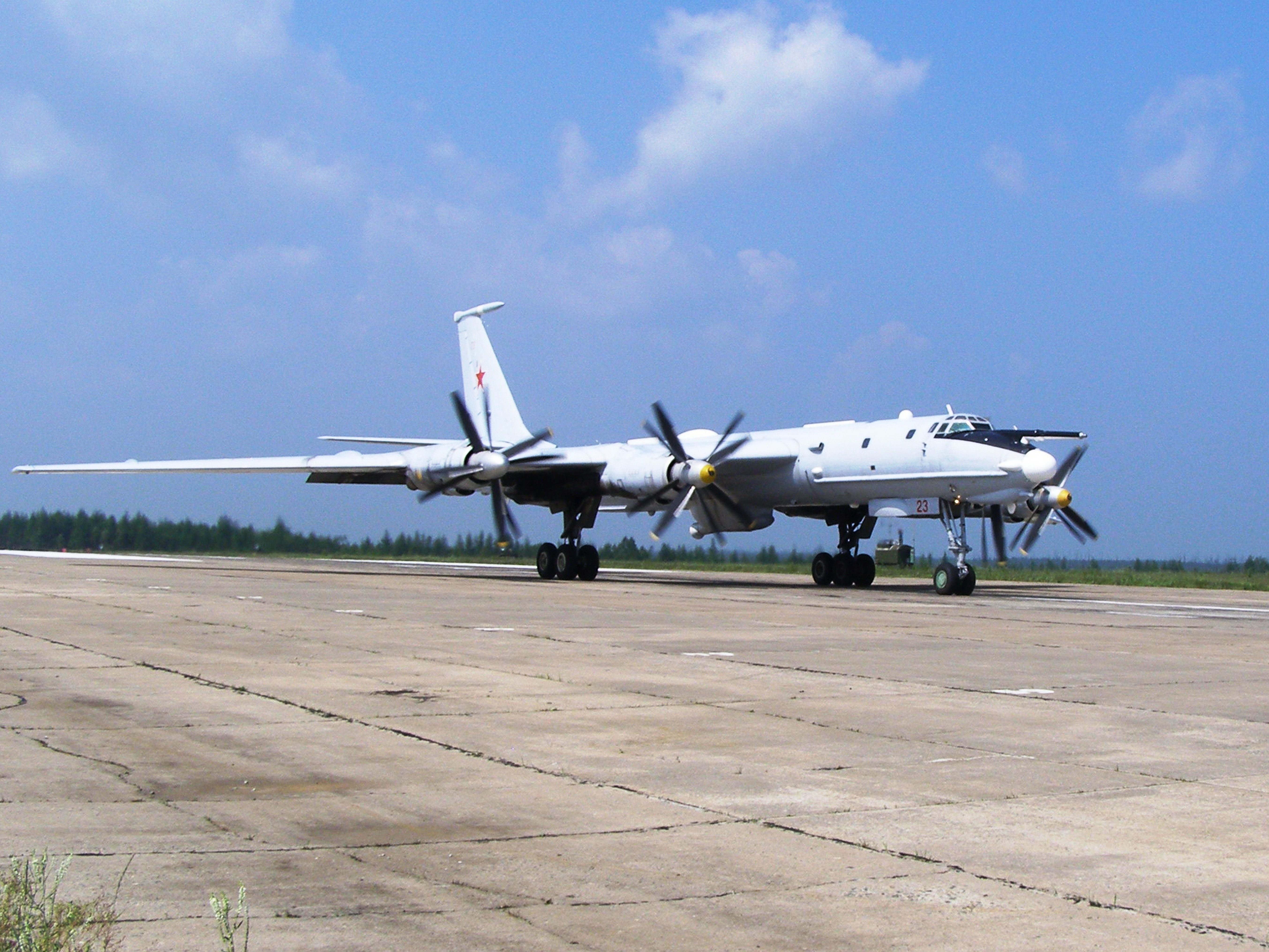
Ту-142МР борт № 23 красный

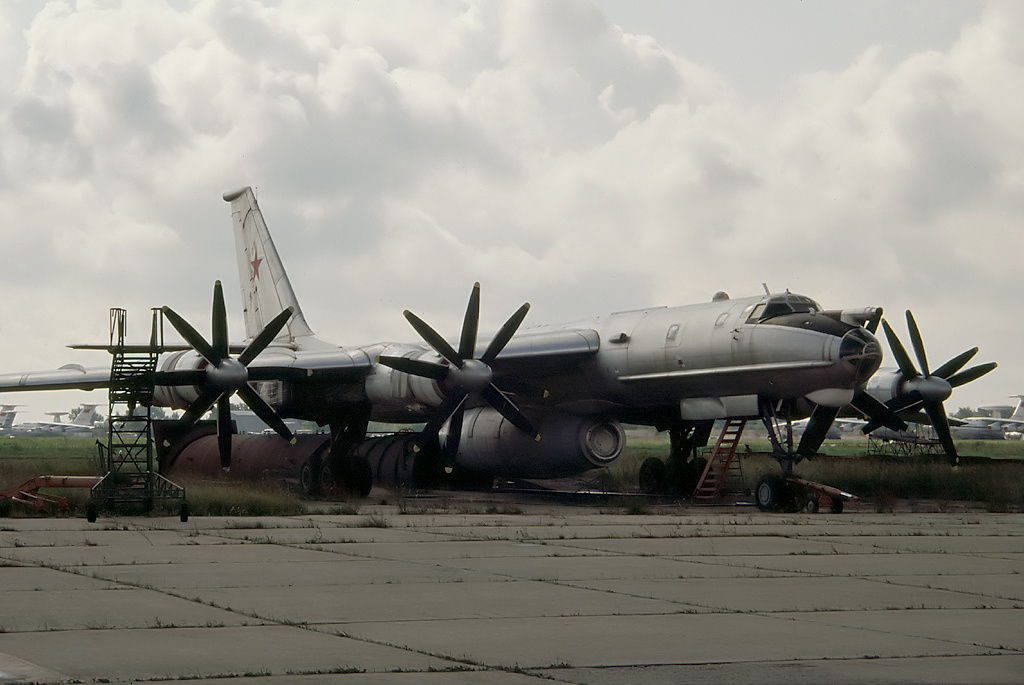
Самолёт-лаборатория Ту-142ЛЛ для испытания двигателей. 1993 год.

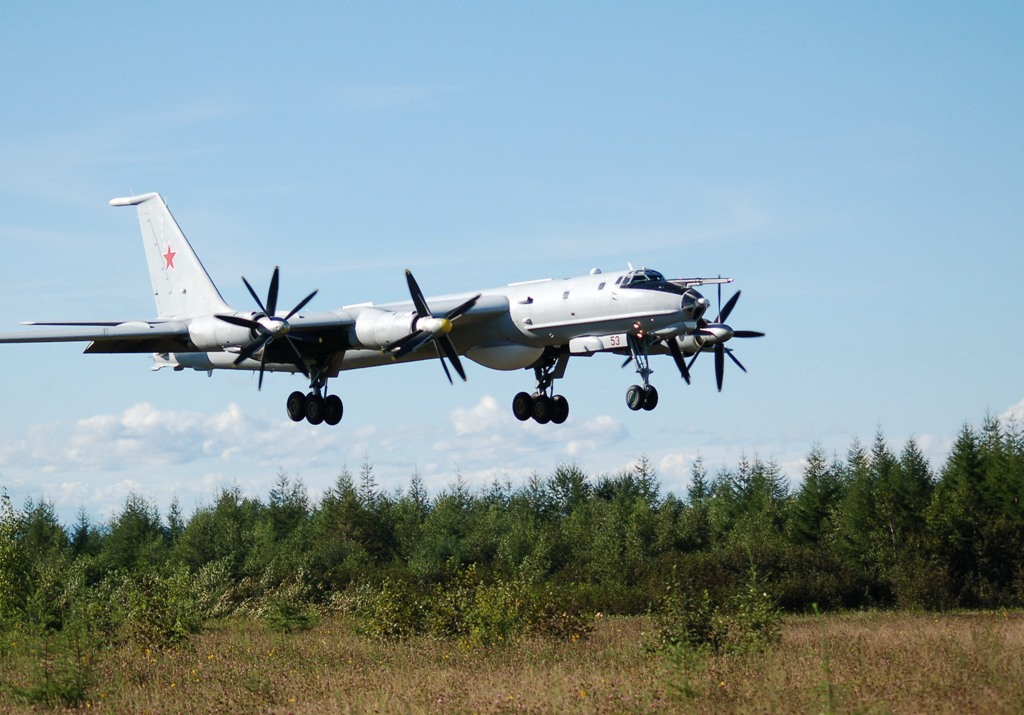
Ту-142МЗ борт № 53 красный на посадке. Авиабаза Каменный Ручей, ВВС ТОФ. Самолёт возвращается после планового контрольного облёта акватории Тихого океана

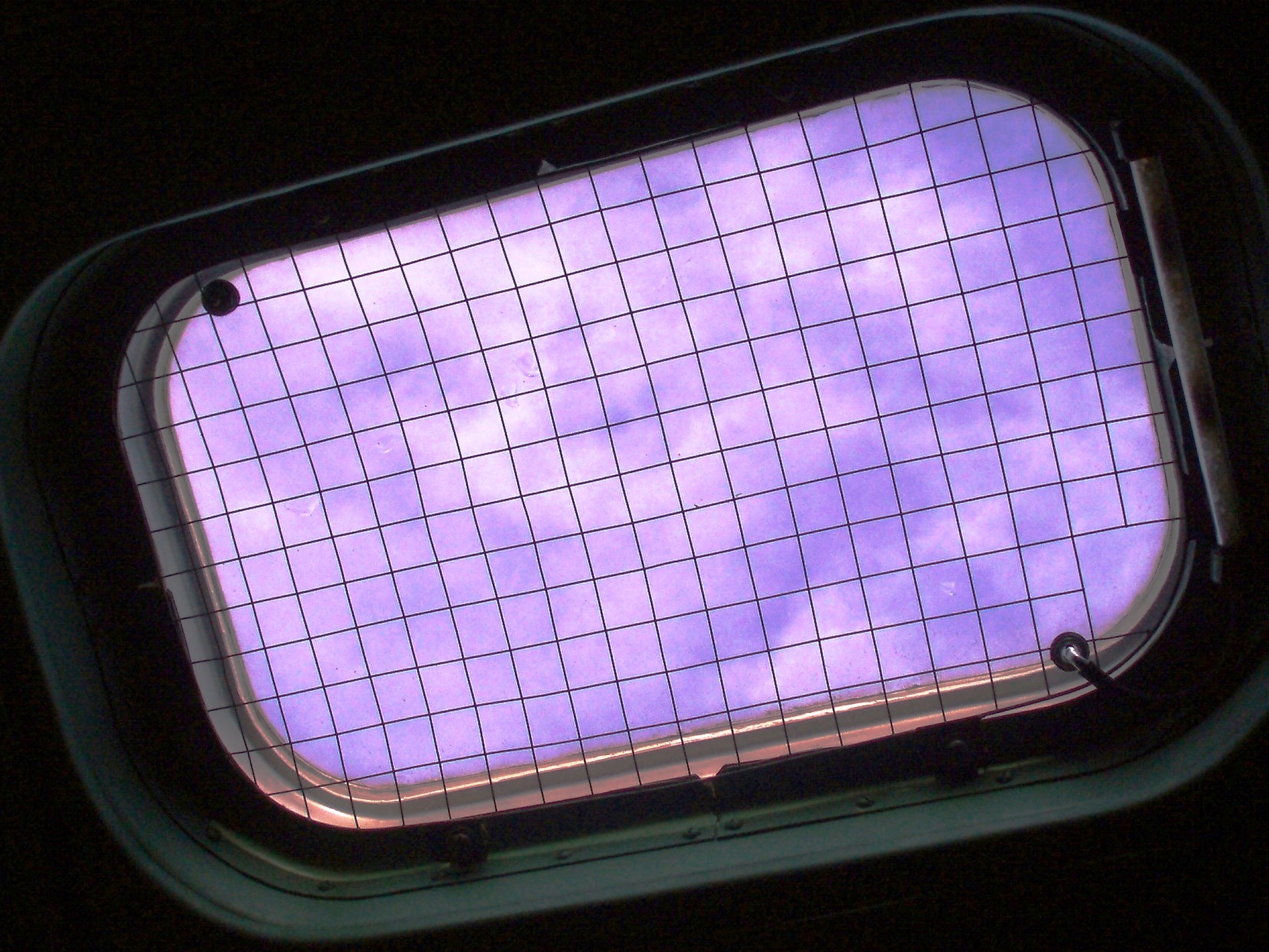
Окошко в кабине Ту-142МР. На всех окнах самолёта установлена металлическая сетка для защиты экипажа от электромагнитного излучения

| Название модели                                            | Краткие характеристики, отличия. |
| ---------------------------------------------------------- | --- |
| Ту-142                                                     | Все самолёты с ППК «Беркут-95», как первые 18 машин, (изделия ВП) построенные в Куйбышеве (за характерные тележки шасси их называли «сороконожками» или «луноходами»), так и построенные в Таганроге и модифицированные изд. «ВПМ». |
| Ту-142ЛЛ                                                   | В летающие лаборатории были переоборудованы 2 самолёта — первый Ту-142 с заводским номером № 4200 и Ту-142М № 4243. Цель переделки самолётов — испытания и доводка новых мощных ТРД НК-25, НК-32, НК-144 и РД-36-51 самолётов Ту-22М3, Ту-160, Ту-144 и Ту-144Д. В конце лета 1986 года самолёт № 4243 совершил свой первый полёт. Ту-142ЛЛ имел следующие отличия от Ту-142М: демонтировано всё вооружение и специальное оборудование, сделан вырез внизу фюзеляжа под модуль с отрабатываемым двигателем, усилена конструкция планера, установлена контрольно-записывающая аппаратура. Для выпуска-подъёма модуля была применена гидравлика, также имелась воздушная система, работающая лишь на подъём, а также устройство гильотинного типа, позволяющее сбросить двигатель в случае пожара или другой опасности. В апреле 1990 года началась разработка программы полётов для установления мировых рекордов. Согласно правилам FAI, Ту-142ЛЛ попадал в категорию машин с турбореактивными двигателями со взлётной массой 100—150 тонн. 3 мая 1990 года были выполнены два полёта и установлены три мировых рекорда: набор высоты 6000 м за 4 мин 23 сек, 9000 м — 6 мин 3,5 сек, практический потолок — 12 530 м. После распада СССР отмечались попытки западных фирм приобрести самолёт, однако Ту-142ЛЛ был разрезан на металлолом в середине 1990-х годов. Второй самолёт ранее потерпел катастрофу. |
| Ту-142М, Ту-142МК (изделие «ВПМК», «Коршун», Bear-F Mod 3) | Самолёт Ту-142М начал разрабатываться в соответствии с постановлением ЦК КПСС и Совета министров СССР от 14 января 1969 года, а тактико-технические требования (ТТТ) на него были подписаны заместителем главкома ВВС по вооружению 20 марта 1969 года. Разработка модификации была вызвана принципиальными недостатками ПСС «Беркут». На самолёте была проведена значительная модернизация. ПСС «Беркут» была заменена новой системой — «Коршун», дополнительно был установлен феррозондовый магнитометр ММС-106 «Ладога» и другие системы, большое внимание было уделено совершенствованию навигационного оборудования. Значительная часть самолётов была переделана из Ту-142 изд. «ВПМ». |
| Ту-142МП                                                   | Самолёт-лаборатория, переделан из серийного Ту-142М № 4362. Использовался для натурных испытаний перспективной системы противолодочного вооружения «Атлантида». |
| Ту-142МР «Орёл» (изделие «ВПМР», Bear-J)                   | В марте 1977 года (испытания закончились в декабре 1980 года) на базе серийного Ту-142М в ОКБ Бериева (ОКБ-49 под руководством А. К. Константинова) был создан самолёт для ретрансляционного комплекса резервной системы управления морскими ядерными силами (ПЛАРБ). Самолёт, получивший название Ту-142МР «Орёл» оборудован выпускной тросовой антенной сверхдлинноволнового диапазона длиной 8600 метров и комплексом связных радиостанций (БКСР-А), под управлением БЦВМ «Орбита-20». Было построено порядка 10 самолётов, был принят на вооружение ВМФ, к началу 90-х годов имелось семь самолётов (эскадрилья) на Тихоокеанском флоте и три самолёта (отряд) на Севере. Отличается отсутствием поисково-прицельного оборудования и вооружения (на месте первого грузоотсека организован технический отсек с аппаратурой связи — станцией СДВ «Фрегат» и выпускным антенным устройством ВАУ, второй грузоотсек используется как «багажный», для перевозки оборудования и имущества). Экипаж состоит из 9 человек. На всём остеклении машины, кроме трёх лобовых стёкол лётчиков, для защиты экипажа от мощного электромагнитного излучения установлены экранирующие металлические сетки. Интересно, что также самолёт применялся (и применяется) как мощный КВ-ретранслятор по передаче информации боевого управления московского штаба ВМФ на места, в том числе и без подъёма в воздух (работа со стоянки). Также данные машины периодически применялись для обеспечения запусков космических аппаратов. |
| Ту-142МРМ                                                  | Упоминание о планируемых испытаниях данной модификации появилось в январе 2014 года. |
| Ту-142МРЦ                                                  | Опытный самолёт разведки и целеуказания на базе Ту-142М предназначался для замены Ту-95РЦ. Был построен в начале 1990-х годов, однако в связи со сменой концепции применения противокорабельных ракет, выполнение задач целеуказания было возложено на орбитальные спутниковые системы. Работы по Ту-142МРЦ прекратили, а единственный экземпляр самолёта был утилизирован. |
| Ту-142МЭ (Ту-142МК-Э)                                      | Экспортная модификация для Индии на базе Ту-142М (МК). Произведены доработки двигателей и систем самолёта для эксплуатации в тропическом климате. Поставлено 8 машин. В 2017 году самолёт со всеми возможными почестями снят с эксплуатации, одна машина оставлена в качестве экспоната. |
| Ту-142М3 (изделие «ВПМК-З», «Заречье», Bear-F Mod 4)       | В конструкции фюзеляжа и оснащении оборудованием широко использовались решения по Ту-142МР ОКБ-49 А. К. Константинова. На Ту-142М3 была установлена вместо «Кайры-П» более совершенная гидроакустическая аппаратура «Заречье», магнитный регистратор параметров поиска «Узор-5». Поисково-прицельный комплекс был доработан до возможности работать не только с новыми типами гидроакустических буёв, но и со старыми буями системы «Беркут». Был установлен бортовой комплекс обороны «Саяны-М» под управлением БЦВМ «Аргон-15». Для обороны задней полусферы кормовая пушечная установка с пушками АМ-23 была заменена на более совершенную, с ГШ-23Л. Самолёты полностью окрашены в серый цвет. В корме самолёта демонтировали выпускную пяту с парой дутиков (колёс) — за ненадобностью. Самолёт принят на вооружение в 1985 году и строился серийно до 1994 года. |
| Ту-142МЗМ                                                  | Планируемая модернизация БРЭО, навигационного оборудования, противолодочного комплекса, системы управления оружием, расширен спектр применения оружия. Планируется модернизация всех имеющихся в составе ВМФ РФ Ту-142 до 2020 года на базе ТАНТК им. Бериева. |
| Ту-202 (самолёт 202)                                       | Нереализованный проект самолёта ПЛО (не имеет ничего общего с Ту-142). Самолёт 202 проектировался по нормальной схеме моноплана с низкорасположенным стреловидным крылом и стреловидным хвостовым оперением. Четыре турбовентиляторных двигателя Д-30КУ размещались под крылом на пилонах. Схема 4-х стоечного шасси с 4-х колёсной тележкой на каждой стойке, позволяла иметь низкую приведённую нагрузку на ВПП, что позволяло, в сочетании с развитой системой взлётно-посадочной механизации, эксплуатировать самолёт с аэродромов 1-го класса. |

## Проекты
- В 1992 году в рамках конверсии разрабатывался проект транспортного варианта Ту-142. Самолёт должен был перевозить топливо и другие грузы массой 20 тонн на дальность до 9150 км. Грузовой отсек планировалось создать путём конфигурации бомбового отсека.[5]
- В период разработки Ту-142МЗ возникла идея, для выполнения ударных функций оснастить эту модификацию ПКР Х-35 «Уран» и бортовым комплексом обороны «Саяны». Однако ракетный проект не был реализован из-за несогласованности взглядов на проблему у руководства авиации ВМФ, хотя последняя партия самолётов МЗ, ушедшая на Дальний восток, вся была оснащена суперсовременным БКО «Саяны» (конец 1980-х годов).

## Эксплуатация
Штатная эскадрилья Ту-142 состоит из восьми бортов, в полку три эскадрильи, всего 24 машины.
В СССР самолёты Ту-142 разных модификаций дислоцировались: гарнизон Кипелово (Вологодская область) — 35-я противолодочная дивизия ВВС Северного флота (двухполкового состава), 49 машин, и 310-й ОПЛАП ВВС Тихоокеанского флота, Каменный Ручей (Хабаровский край), 24 машины. Четыре самолёта были в штате противолодочной эскадрильи на учебном аэродроме Кульбакино 33-го ЦБП и ПЛС Морской авиации (г. Николаев) и пара — на аэродроме исследовательского центра (ГАНИЦ) Кировское в Крыму.
Четыре самолёта на ротационной основе были в составе 169-го гв. смешанного авиаполка ВВС ТОФ на базе ПМТО Камрань (Cam Ranh) в Демократической республике Вьетнам.

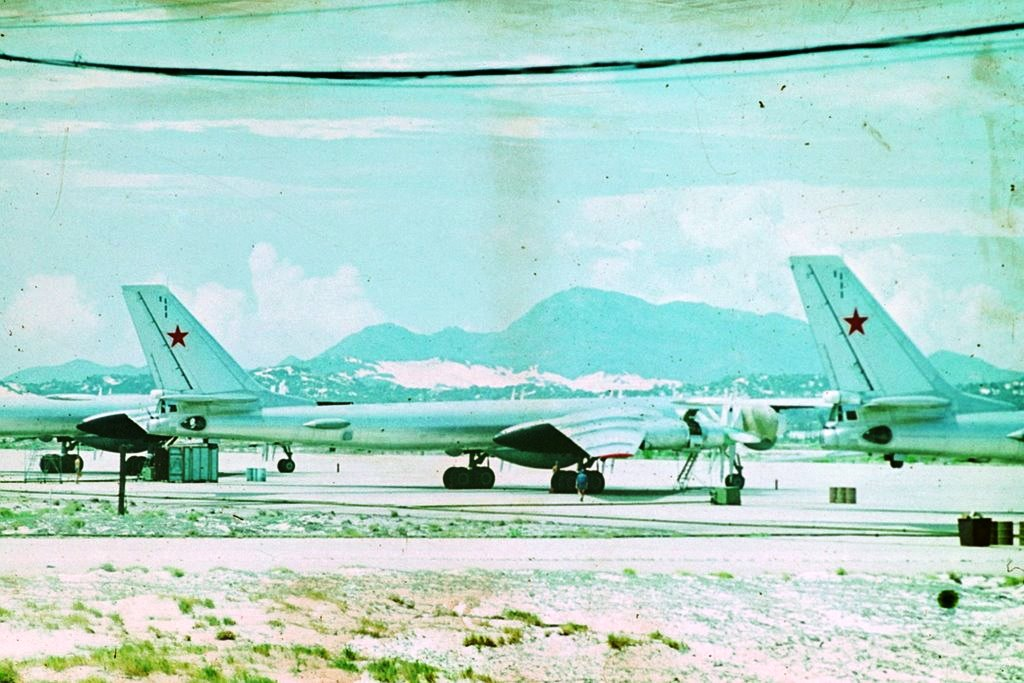
Ту-142 на аэродроме Камрань

Самолёты с аэродрома Кипелово работали в Норвежском и Баренцевом морях, Северной Атлантике, а также в Саргассовом море с оперативных аэродромов Кубы — аэропорта г. Гаваны имени Хосе Марти (Aeropuerto Internacional José Martí) и авиабазы Сан-Антонио (San Antonio de los Banos). На последнем были построены стоянки и технические помещения, очевидно, для перспективного размещения до эскадрильи Ту-142М.
Самолёты с Каменного ручья контролировали Охотское и Японские моря и северную часть Тихого океана. 
Самолёты с Камрани большей частью летали в Южно-Китайском море, в районе Филиппинских островов.
После развала СССР пара Ту-142М поступила в штат полка на аэродроме Веретье 444-го ЦБП и ПЛС МА в г. Остров Псковской области.

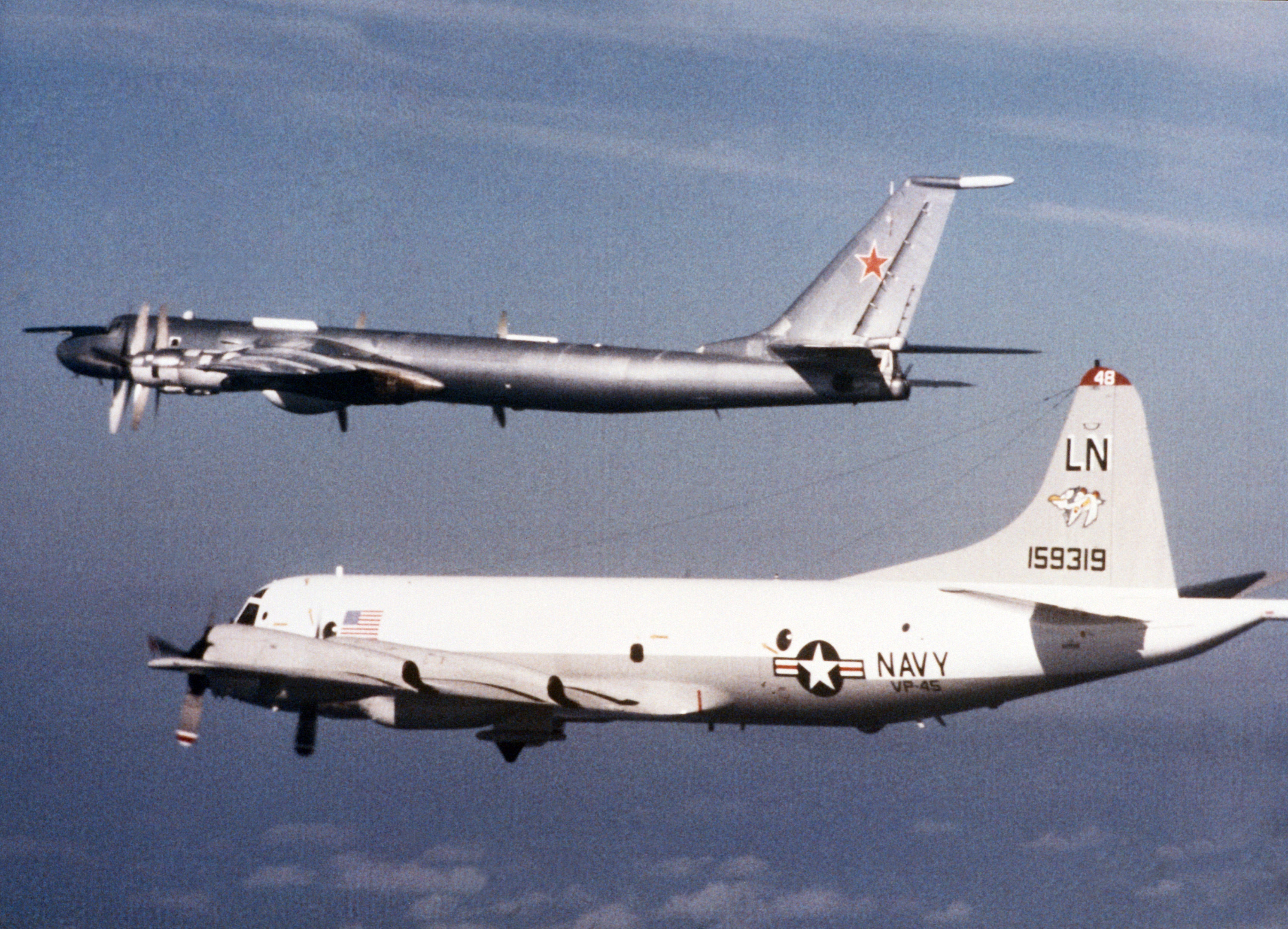
Ту-142М сопровождает патрульный самолёт ВМС США P-3C Orion, 6 марта 1986 года

К середине 90-х годов сначала все Ту-142 первых серий, а затем и Ту-142 изд. ВПМ были списаны и утилизированы.
К началу 2000 годов, ввиду низкой фактической исправности самолётного парка была произведена штатная реорганизация и в стране осталось по одной эскадрилье на Северном флоте и на Тихоокеанском. Эксплуатировались только изд. ВПМК и ВПМК-З, также старались поддерживать рабочем состоянии единичные экземпляры Ту-142МР.
После 2015 года запланирована и выполняется модернизация всех самолётов, имеющих запас ресурса, до уровня Ту-142МЗМ и Ту-142МРМ.
В техническом плане эксплуатация Ту-142 мало отличается от Ту-95. На один лётный час требуется 57 чел/часов работы ИТС.

## Катастрофы
- 6 августа 1976 года на Ту-142 из 76 ОПЛАП ДД, Кипелово (лейтенант Хазагеров и инструктор командир эскадрильи майор В. Н. Морозов), выполнявшем контрольный полёт на аэродром Североморск-1, через 15 минут после взлёта возникли неполадки и экипаж принял решение выполнить посадку. Приземление произошло на скорости, превышающей нормальную на 30-40 км/ч, пробег длиной в 740 м закончился разворотом вправо, самолёт съехал с ВПП и попал в заполненную водой бомбовую воронку, оставшуюся со времён ВОВ, при этом разломился фюзеляж. В результате лётного происшествия погибли шесть человек[7].
- 20 апреля 1984 года пара Ту-142 из 310 ОПЛАП ДД, Каменный Ручей (ведущий — командир полка полковник В. И. Зубков, ведомый — капитан А. И. Глот) совершала тренировочный полёт на максимальную дальность. Через 1 час 15 минут после взлёта в центральной части Охотского моря на высоте 7200 м и скорости 730 км/ч, из правой консоли в районе третьего двигателя самолёта ведущего появился чёрный дым и белый шлейф вытекающего топлива. Самолёт внезапно начал снижаться, примерно через минуту показалось пламя, а самолёт перешёл в правую нисходящую спираль с постепенным увеличением крена до 60—70°, столкнулся с водой и взорвался. Прибывшим в район происшествия Бе-12ПС (полковник С. Д. Ханакбеев) на водной поверхности было обнаружено масляное пятно 200×300 м и отдельные плавающие предметы, никого из девяти[8] членов экипажа не нашли. Достоверно причины катастрофы не были установлены. Наиболее вероятной версией явилось предположение об обрыве лопасти воздушного винта или разрушение диска турбины на третьем двигателе и, как следствие, повреждение проводки управления элеронами, баков-кессонов и пожар[9].
- 6 ноября 2009 года Ту-142М3 (борт № 55 командир майор Вадим Капкин) из 568-го отдельного гвардейского смешанного авиаполка ВВС и ПВО ТОФ России, базирующегося в гарнизоне Каменный Ручей под Ванино, упал в воду при заходе на посадку после третьего разворота в акватории Татарского пролива, в 15-20 километрах от береговой линии[10]. Все 11 человек, находившихся на борту самолёта, погибли[11]. Всестороннее расследование причин катастрофы заняло более года. По официальной версии причиной назван «человеческий фактор».

## Техническое описание самолётов типа Ту-142
Первоначально (в 1963 г.) концепция создания базового самолёта ПЛО предполагала глубокую модернизацию серийного Ту-95РЦ. Но в процессе проектирования было решено полностью переработать конструкцию самолёта, обновить его оборудование и тем самым вывести новую модель на современный уровень самолётостроения. В ходе проектирования выяснилось, что новое оборудование для Ту-142 невозможно разместить в прежней носовой части фюзеляжа, поэтому её удлинили и одновременно изменили обводы кабины экипажа, улучшив обзорность. Были спроектированы новое крыло и оперение с применением суперкритических профилей. В силовую конструкцию крыла включены интегрированные жёсткие металлические кессон-баки. Суперкритические аэродинамические профили крыла с бо́льшей по сравнению с Ту-95РЦ относительной и абсолютной толщиной обеспечили значительное снижение относительной массы крыла, переработана система управления самолётом, — в проводку управления установлены необратимые гидроусилители, загружатели и механизмы электотриммирования.
Для самолётов выпуска Куйбышевского завода № 18 (КуАЗ), в отличие от машин серии «95», спроектированы новые основные стойки шасси с широкими 12-колёсными тележками для обеспечения возможности базирования на аэродромах со слабым покрытием и даже с грунтовых ВПП. Эти машины в эксплуатации получили прозвище «сороконожка». Однако последующий опыт эксплуатации Ту-142 в авиации ВМФ показал нецелесообразность применения многоколёсных тележек шасси, и с 1973 г. все самолёты Ту-142 Таганрогского завода (ТМЗД) выпускались с шасси, аналогичным Ту-95. Внедрена оптимизированная система стрелково-пушечного вооружения, отсутствуют верхняя и нижняя стрелково-пушечные установки (осталась только кормовая пушечная установка). Самолёт оборудован единым пилотажно-навигационным комплексом, используемым для пилотирования и обеспечения работы противолодочной системы. Основным оборудованием и вооружением на Ту-142 является поисково-прицельный противолодочный комплекс, а ударным вооружением-противолодочные торпеды, глубинные бомбы и радиогидроакустические буи (РГБ). Противолодочный комплекс включает в себя средств поиска, обнаружения и уничтожения атомных подводных ракетоносцев. Усилены средства радиоэлектронного противодействия (РЭП), внедрены новые системы связи. [3 с.2][4 с.23]
Компоновка кабин самолётов первых выпусков сильно напоминала таковую на Ту-95РЦ, с плохой эргономикой и чёрными приборными досками. При переносе производства в Таганрог эргономика была заметно улучшена, кабины получили зелёный интерьер, более удобные кресла и весьма оригинальный (но мало практичный) туалет за выгородкой.

### Экипаж

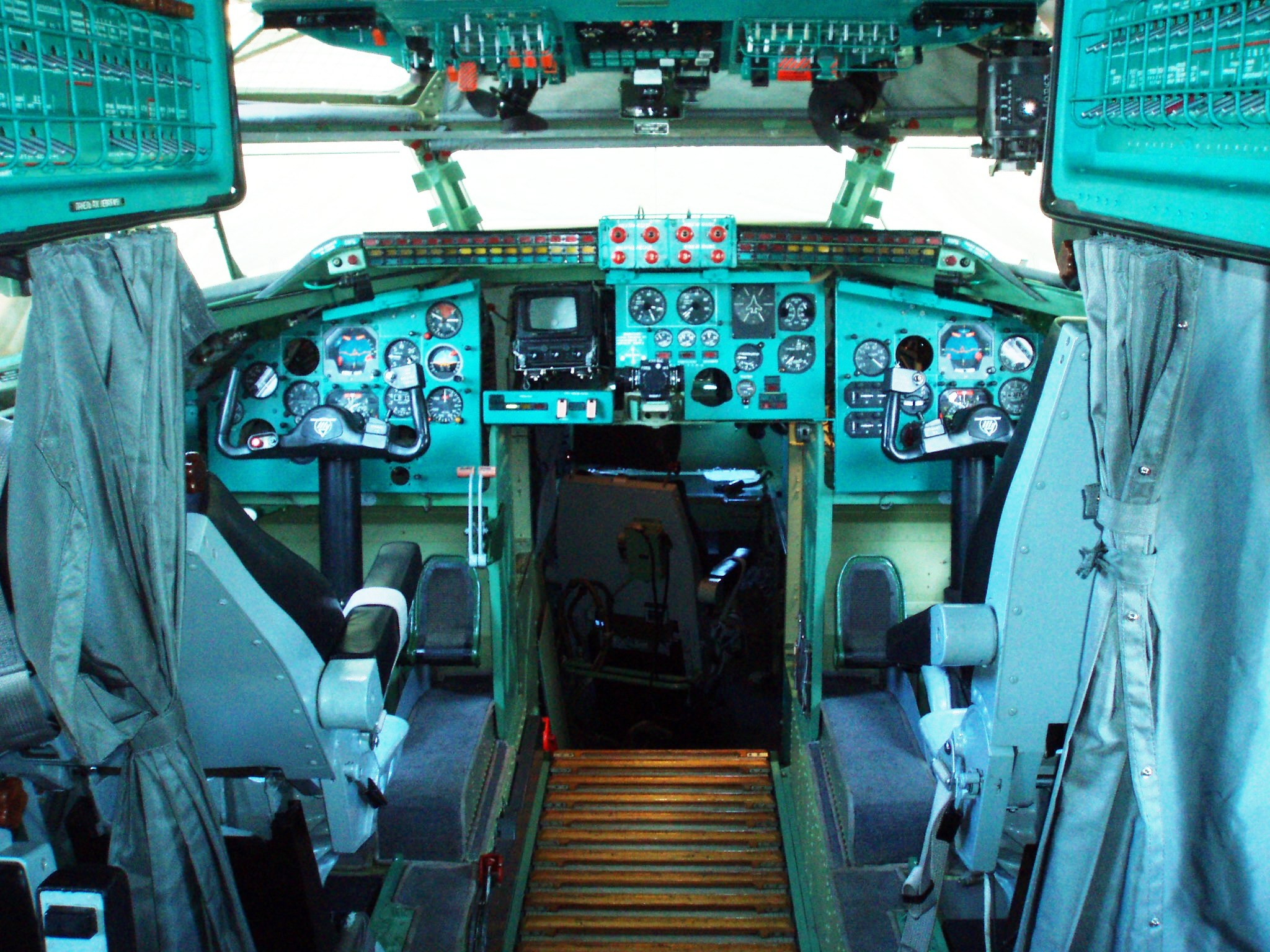
Кабина Ту-142МР

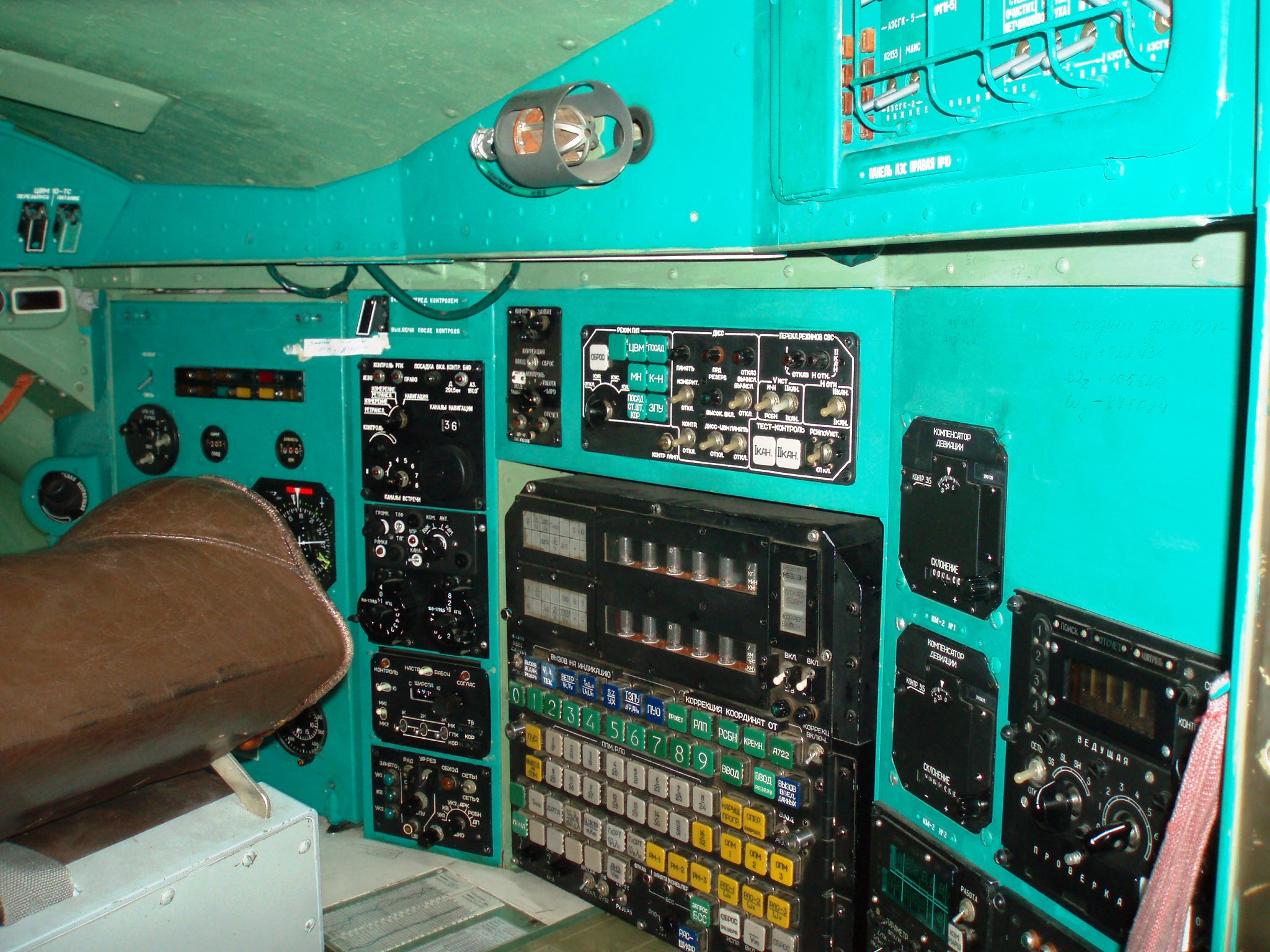
Кабина штурмана навигатора Ту-142МР

Экипаж ТУ-142 состоял из 9 человек. В передней кабине: командир корабля, помощник командира корабля, борттехник; первый (старший) штурман; второй штурман и третий штурман (оператор самолётного приёмно-индикаторного устройства СПИУ); оператор СБД (оператор засекречивающей аппаратуры связи «Акула»). В задней кабине бортрадист и командир огневых установок (КОУ).

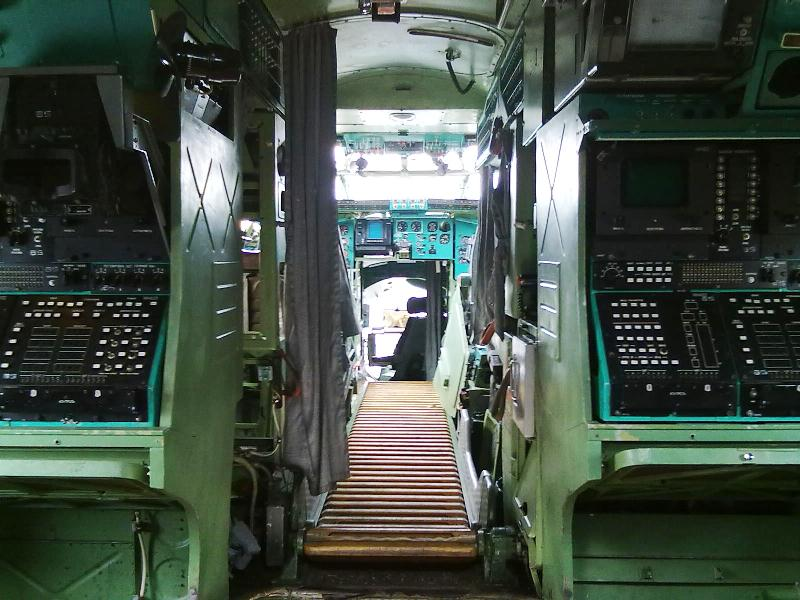
Центральный проход с подвижным полом, справа и слева — рабочие места операторов РГП.

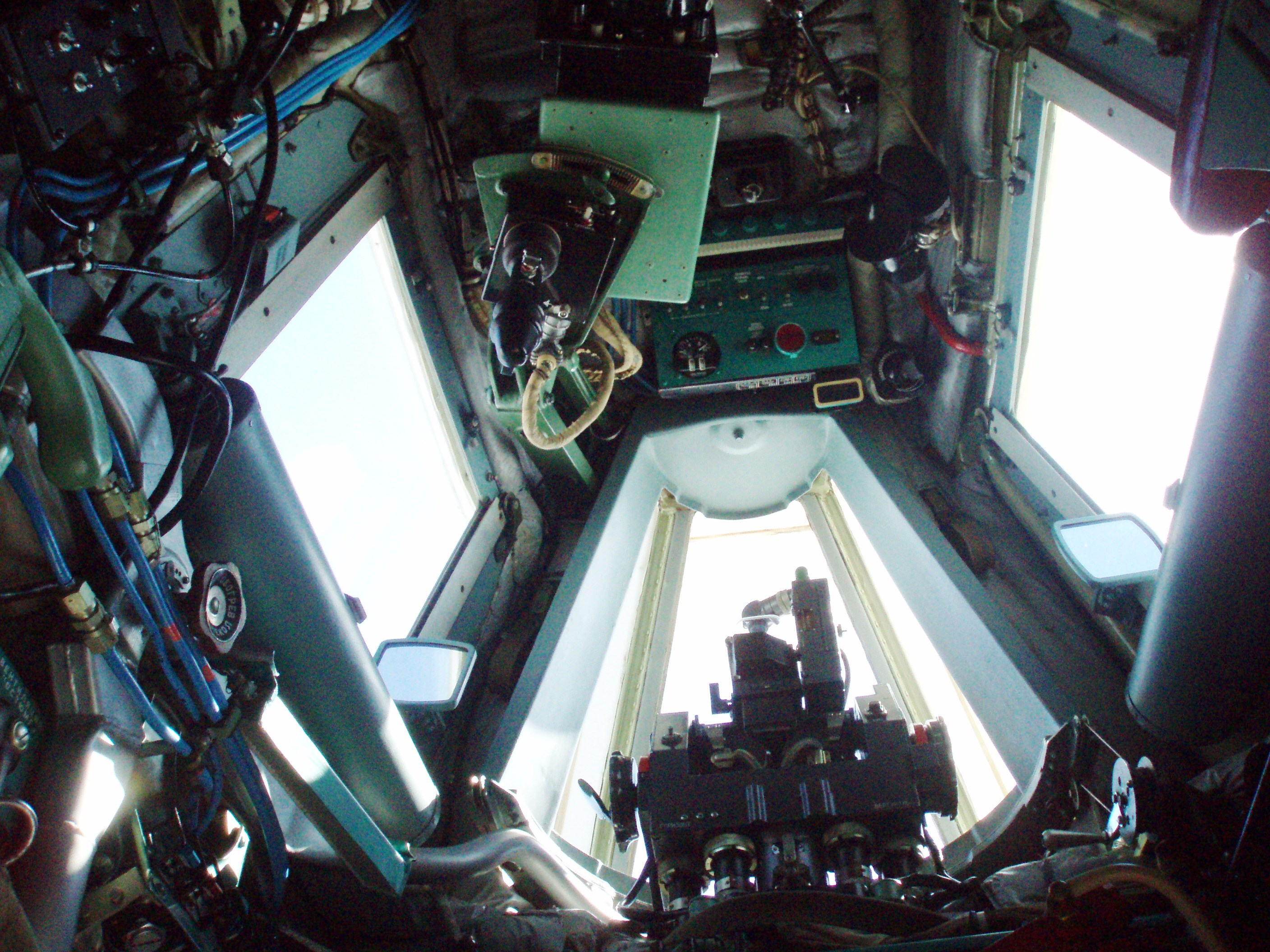
Кабина КОУ Ту-142М внутри

Экипаж Ту-142МЗ состоит из командира корабля, помощника командира (правого лётчика), штурмана корабля (штурмана по боевому применению), штурмана-оператора, штурмана-навигатора, бортинженера, оператора бортовых средств связи (БСС), двух операторов РГП, оператора кормовой огневой установки (КОУ). Имеются ещё два рабочих места для штурмана-инструктора и бортинженера-инструктора.
Экипаж Ту-142МР состоит из командира корабля, помощника командира, штурмана, бортинженера, бортрадиста; оператора ПУР, оператора СДВ, оператора ТЛГ; кормового стрелка.

### Фюзеляж
(здесь и далее даётся описание преимущественно последних модификаций самолёта типа изд. ВПМК, ВПМЗ)

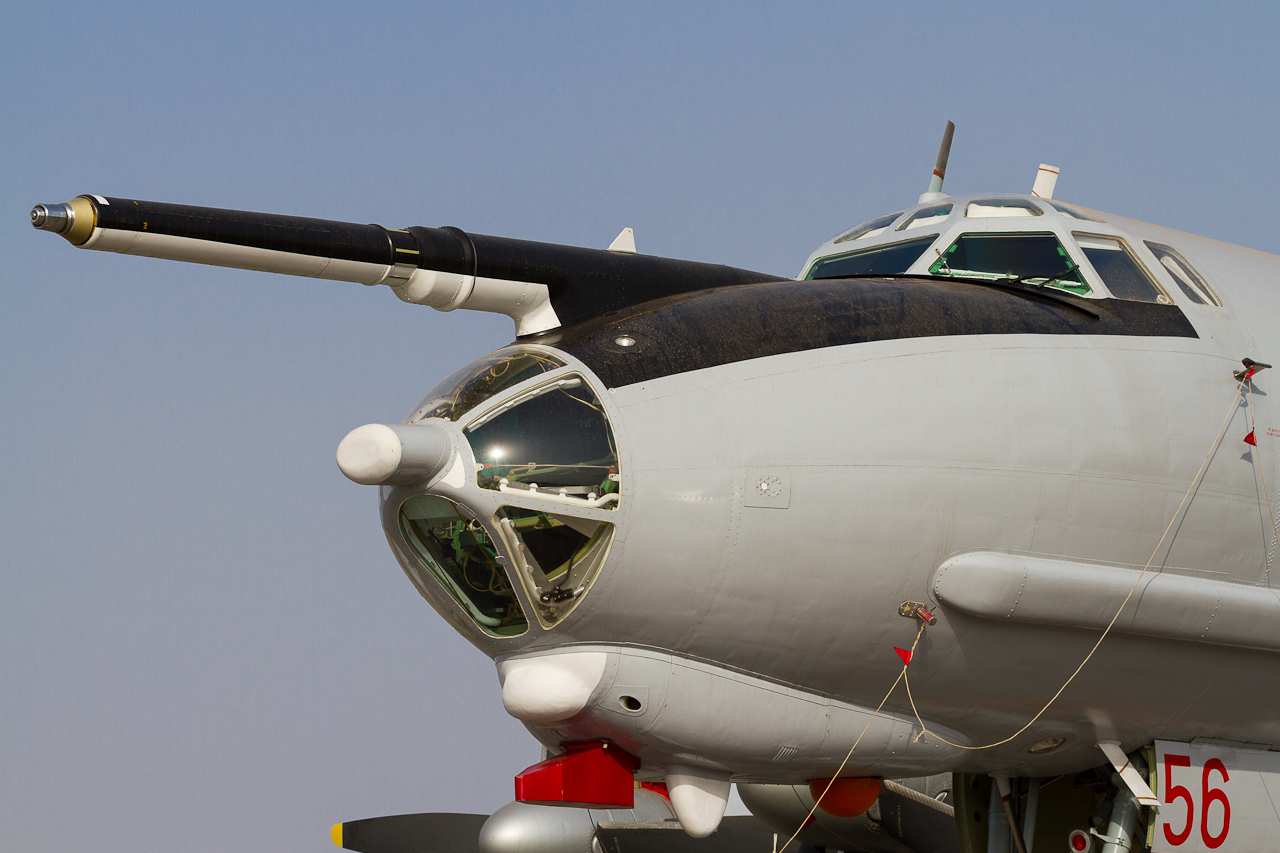
Передняя часть фюзеляжа Ту-142МЗ

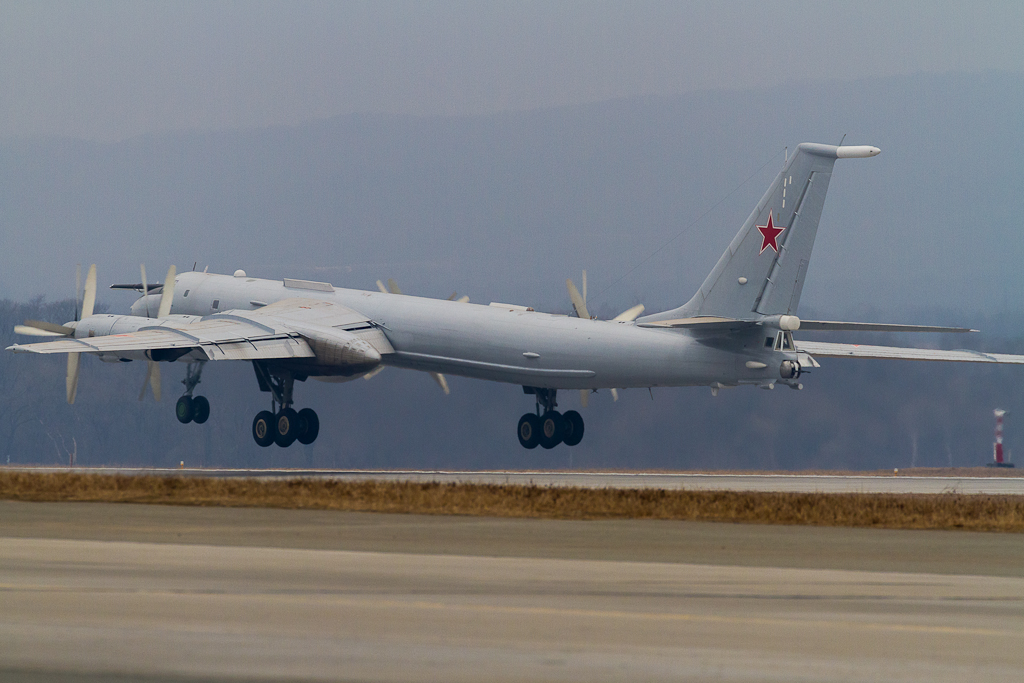
Ту-142МЗ на взлёте, хорошо видна форма фюзеляжа.

Круглого поперечного сечения с работающей обшивкой, набором шпангоутов и стрингеров.
Технологические разъёмы делят фюзеляж на следующие части: носовой фонарь (до шп. 1), передняя герметичная кабина Ф-2 (шп. 1-13), средняя часть фюзеляжа Ф-3 (шп. 13а-49), хвостовая часть фюзеляжа Ф-5 (шп. 50-87), задняя гермокабина Ф-6 (от 87 до 93 гермошпангоута). Передняя гермокабина разделена полом на верхнюю и нижнюю части. В верхней части размещается экипаж и значительная часть оборудования, в нижней части — три технических отсека. Между шп. 6а и 11 расположен отсек передней опоры шасси с механизмом стойки и подкоса, закрываемый в полёте двумя парами створок. Вход в переднюю гермокабину производится по наземному трапу, через отсек передней опоры шасси и люк с пневмоприводом. Для аварийного выхода из кабины имеется верхний аварийный люк между 8-10 шпангоутами и три сбрасываемых иллюминатора.
В средней части фюзеляжа Ф-3 расположены два грузоотсека (отсеки вооружения) для средств поиска и поражения (радиобуёв, взрывных источников звука, торпед, ракет, мин, бомб и другого вооружения и оборудования). Характерной особенностью самолёта является наличие в нижней средней части фюзеляжа, под баком № 6, техотсека и большого обтекателя антенны РЛС поисково-прицельного комплекса. Фюзеляжный бак № 5 находится над вторым грузоотсеком. В передней верхней части Ф-3 имеются два контейнера для плотов ПСН-10, с приводом механизма сброса из передней г/к.
До и после грузоотсеков имеются технические отсеки с установленным оборудованием. Техотсеки негерметичны, но обогреваются в полёте воздухом из системы кондиционирования.
Техотсек в Ф-5 разделён на три части, для чего на шп.58 и шп.81 установлено по двери. В верхней части слева, ближе к килю, расположен контейнер с лодкой ЛАС-5М.
Задняя гермокабина Ф-6 строилась в двух вариантах, под пушечную установку с парой пушек АМ-23, или под установку с ГШ-23. Технологически конструкция поделена на две части — собственно кабину с рабочим местом стрелка и отсек с оборудованием (станция помех «Саяны» кормовая). Вход в г/кабину производится снизу, управление входным люком от пневмосистемы. Левый иллюминатор одновременно является аварийным сбрасываемым люком. Для доступа в техотсек справа и слева в бортах самолёта имеются гермолючки, и кроме того, в гермоперегородке 83 шп. имеется лаз, а за спинкой сидения КОУ находится люк. В верхней части Ф-6 расположен отсек для оборудования прицельной радиолокационной станции «Криптон».

### Крыло

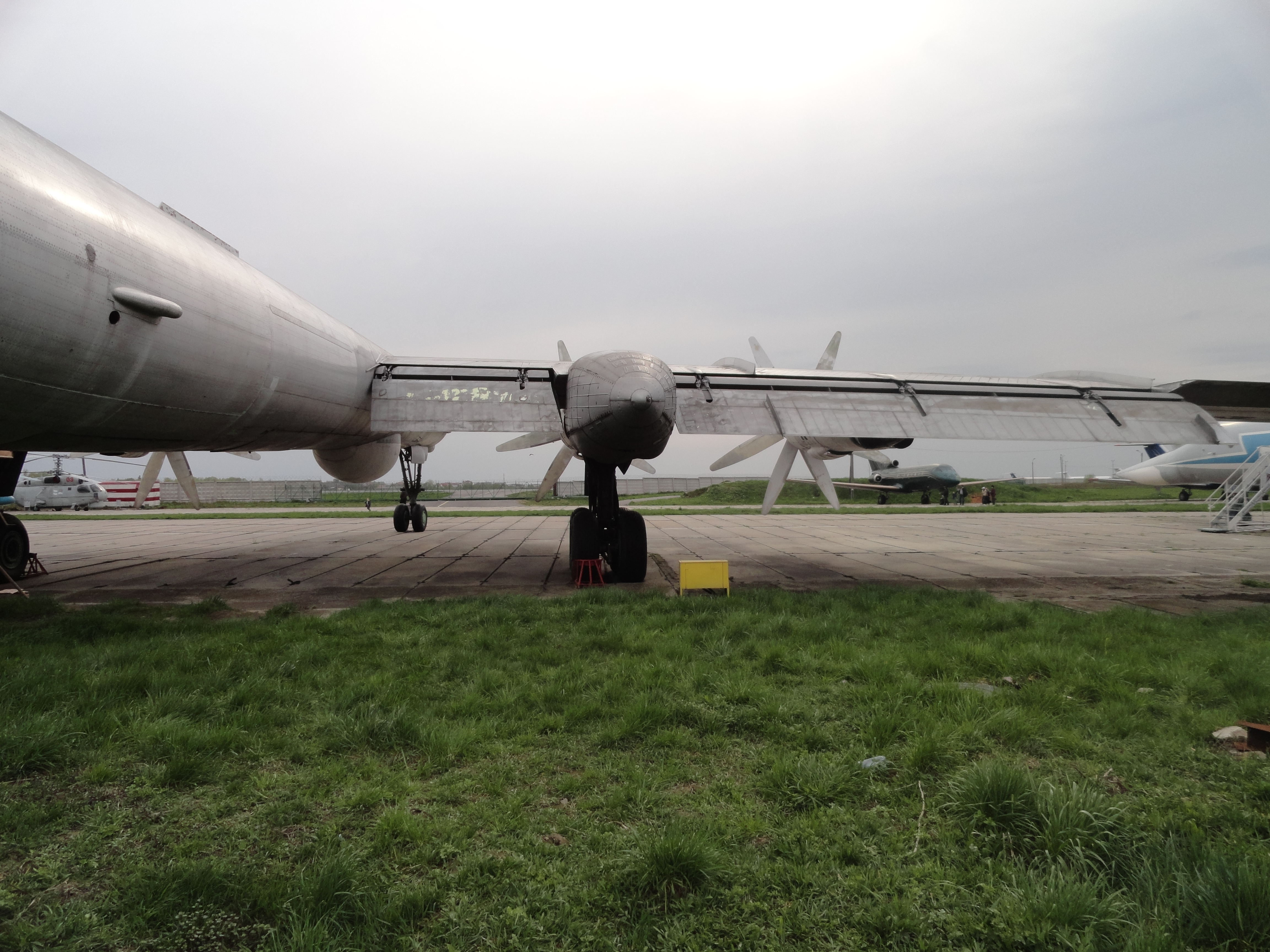
Механизация крыла

Крыло самолёта кессонного типа. Центроплан выполнен как одно целое с фюзеляжем. Внутри кессона консоли крыла находятся герметичные баки-отсеки.
На верхней поверхности установлены три пары аэродинамических гребней (перегородок), уменьшающих перетекание пограничного слоя. Средства механизации крыла — двухщелевые закрылки. Электропривод закрылков — электромеханизм МПЗ-12М установлен на левой стенке переднего г/о.
В качестве управляющих поверхностей по крену применяются классические элероны, с приводом от гидроусилителя ГУ-54А. На правом элероне установлен триммер-флетнер. Полный рабочий ход штока электромеханизма МП-100М для отклонения триммера на максимальный угол ±2º30´ ±30´ равен ±12 ±1,5 мм. Для уменьшения усилий, приходящих от элерона на штурвалы колонок управления, триммер-флетнер автоматически отклоняется в сторону, противоположную отклонению элерона, то есть работает как флетнер.

### Хвостовое оперение

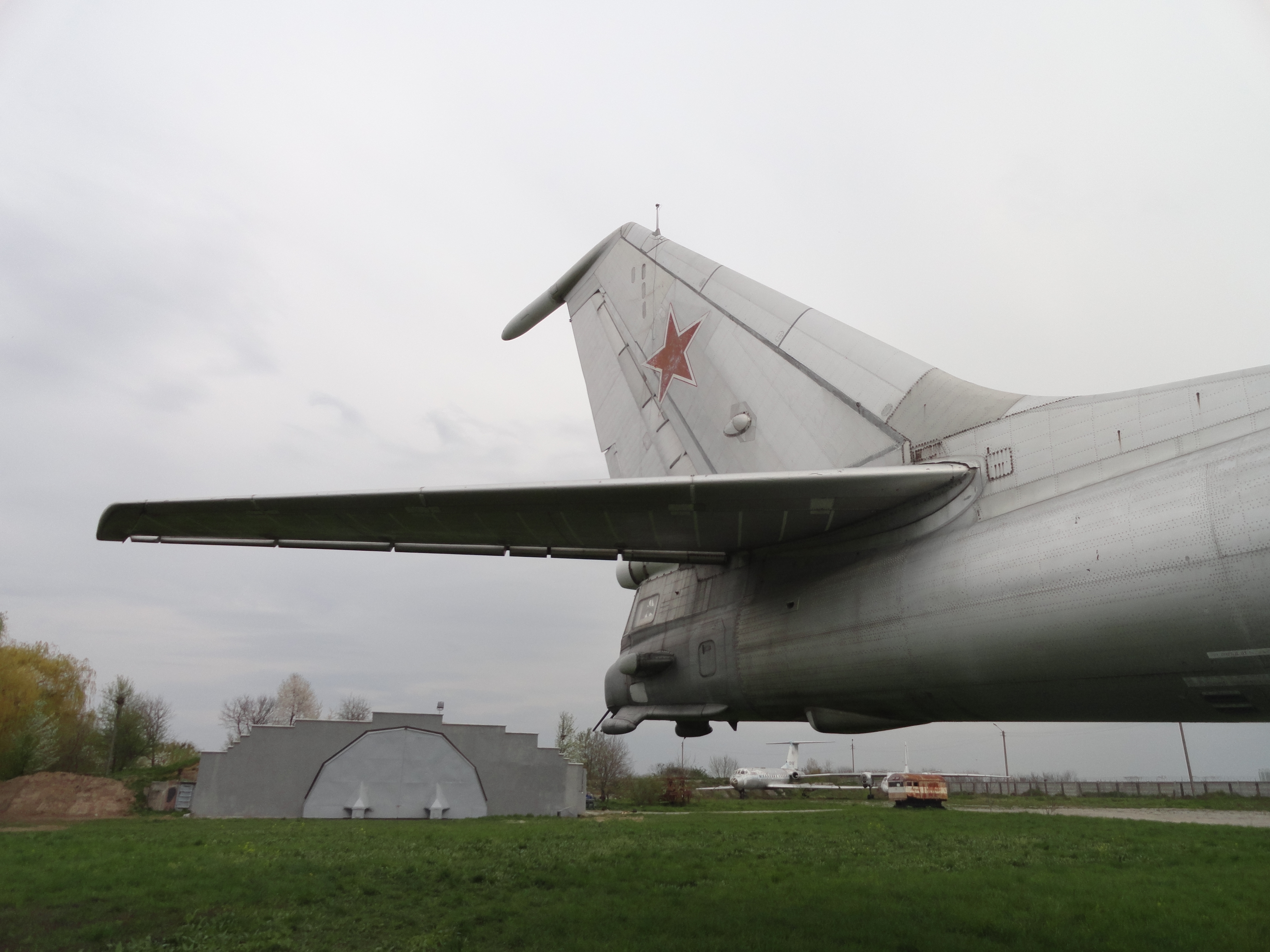
Хвостовое оперение

Однокилевое кессонного типа. Стабилизатор переставной, состоит из двух половин, состыкованных по оси самолёта и может переставляется электроприводом МУС-3 на угол от −3º±15´ до −7°±15´.
Рули высоты и руль направления выполнены с частичной осевой аэродинамической и весовой компенсацией. Привод рулей — от гидроусилителей ГУ-54А. Обе половины рулей высоты связаны между собой карданным валом. На правом руле высоты установлен триммер-флеттнер, на левом только флеттнер. Привод правого триммера-флетнера — электромеханизм УТ-11.
На руле направления расположен триммер-флетнер, с электроприводом от МП-100М.

### Шасси

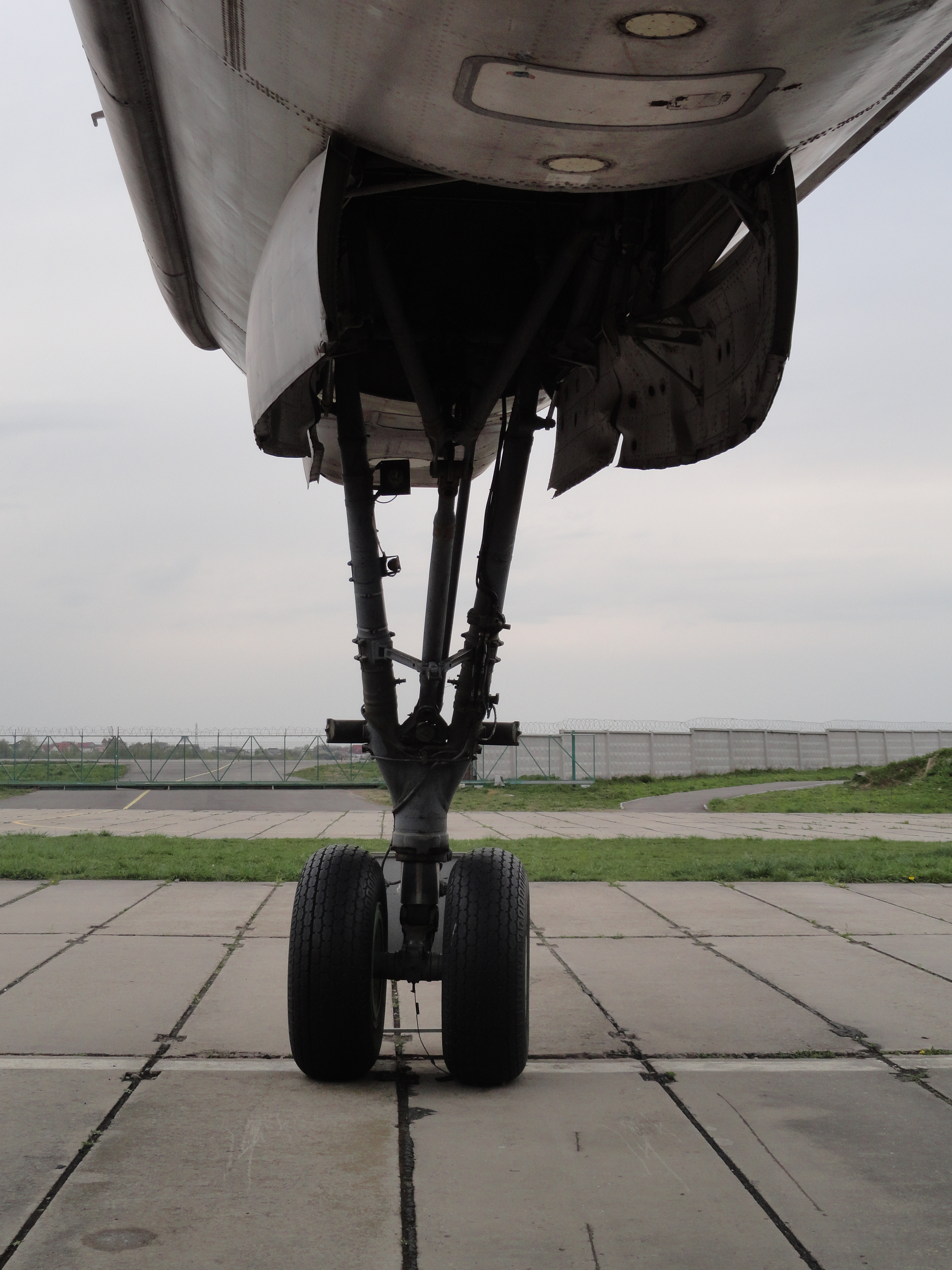
Носовая опора шасси

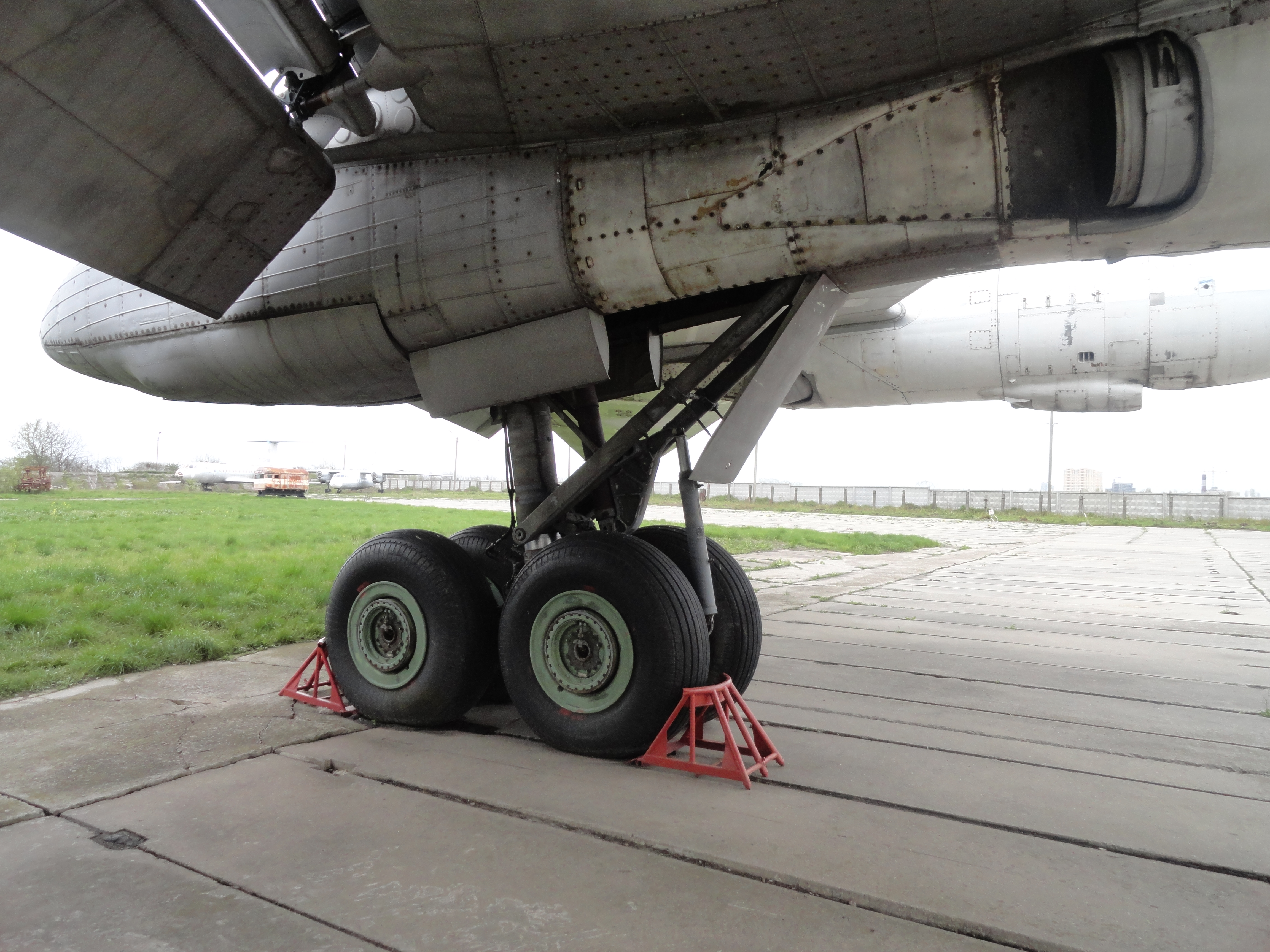
Основная опора шасси (левая)

Шасси первых Ту-142 представляло сложную конструкцию из двенадцати колёс на одной стойке, с многодисковыми гидравлическими тормозами (их называли «сороконожками», «луноходами» или «смерть эсдешника»). В дальнейшем стойки унифицировали с Ту-95-ми.
Шасси Ту-142МК/МЗ/МР трёхопорное, с носовой опорой. Основные стойки несут тележки с четырьмя тормозными колёсами КТ25Ш или КТ25Ш-10 с шинами 1500×500 модель «2» или КТ-106/3 с шинами 1450×450 модель «8АУ». Давление зарядки шин воздухом 9,5 ±0,25 кгс/см² для КТ-25Ш и 12,0 +0,5 кгс/см² для КТ106/3. Убираются с помощью двухканальных электромеханизмов МПШ-18МТ назад в гондолы шасси, являющиеся продолжением гондол внутренних двигателей. Потребляемый ток электромеханизма одного подъёмника достигает 560 ампер, при питании от сети постоянного тока 28 вольт.
Передняя стойка штатно работает от гидросистемы, но возможен её аварийный выпуск от пневмосистемы с одновременным автоматическим открытием входного люка передней кабины.
На самолётах ВП и ВПМ в корме была установлена пята (хвостовая опора). Представляла собой конструкцию с двумя пневматиками, выпускаемую вниз посредством электроприводного механизма МП-250. На Ту-142МР/МЗ не установлена за ненадобностью.

### Силовая установка

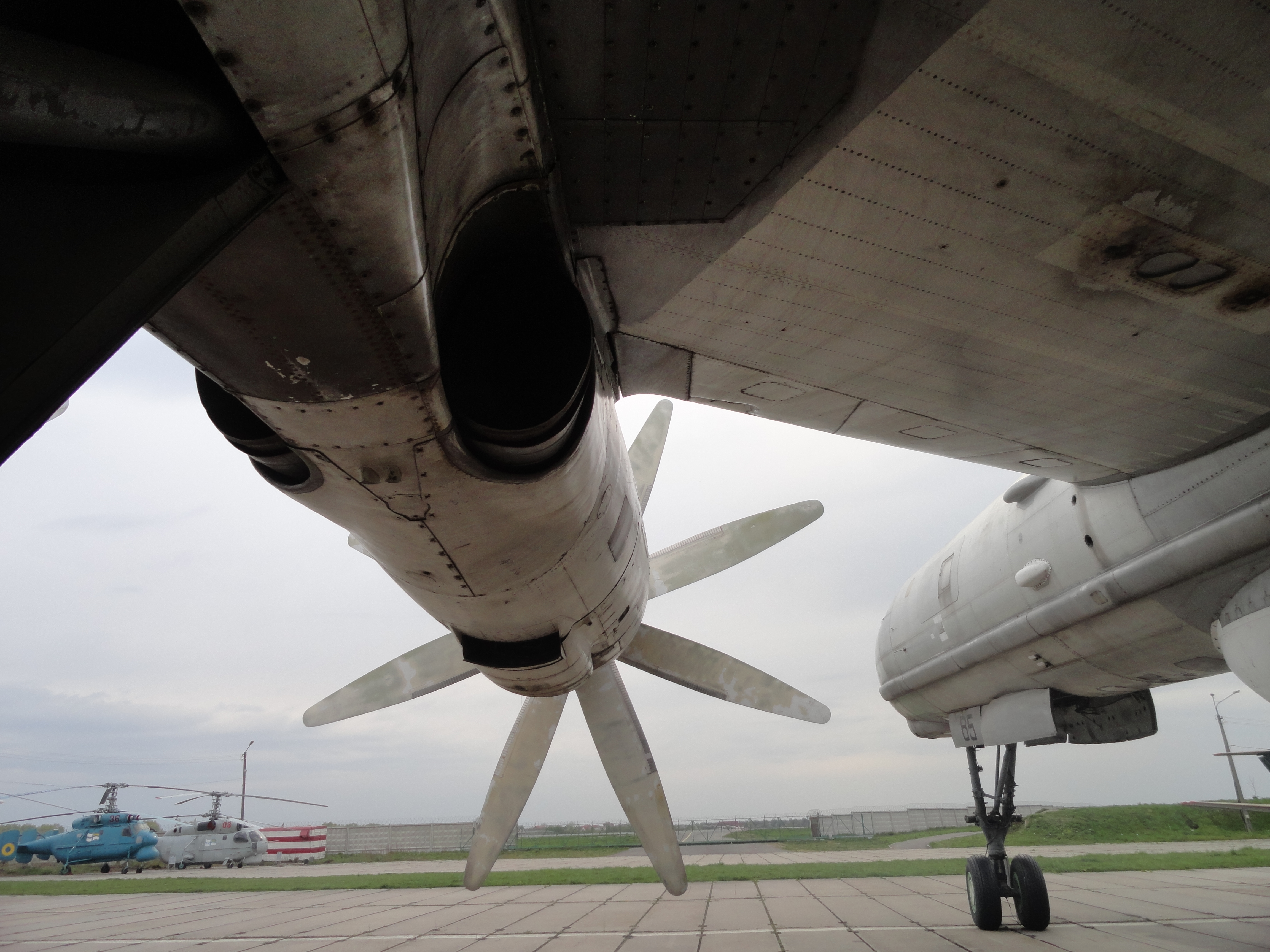
НК-12МВ

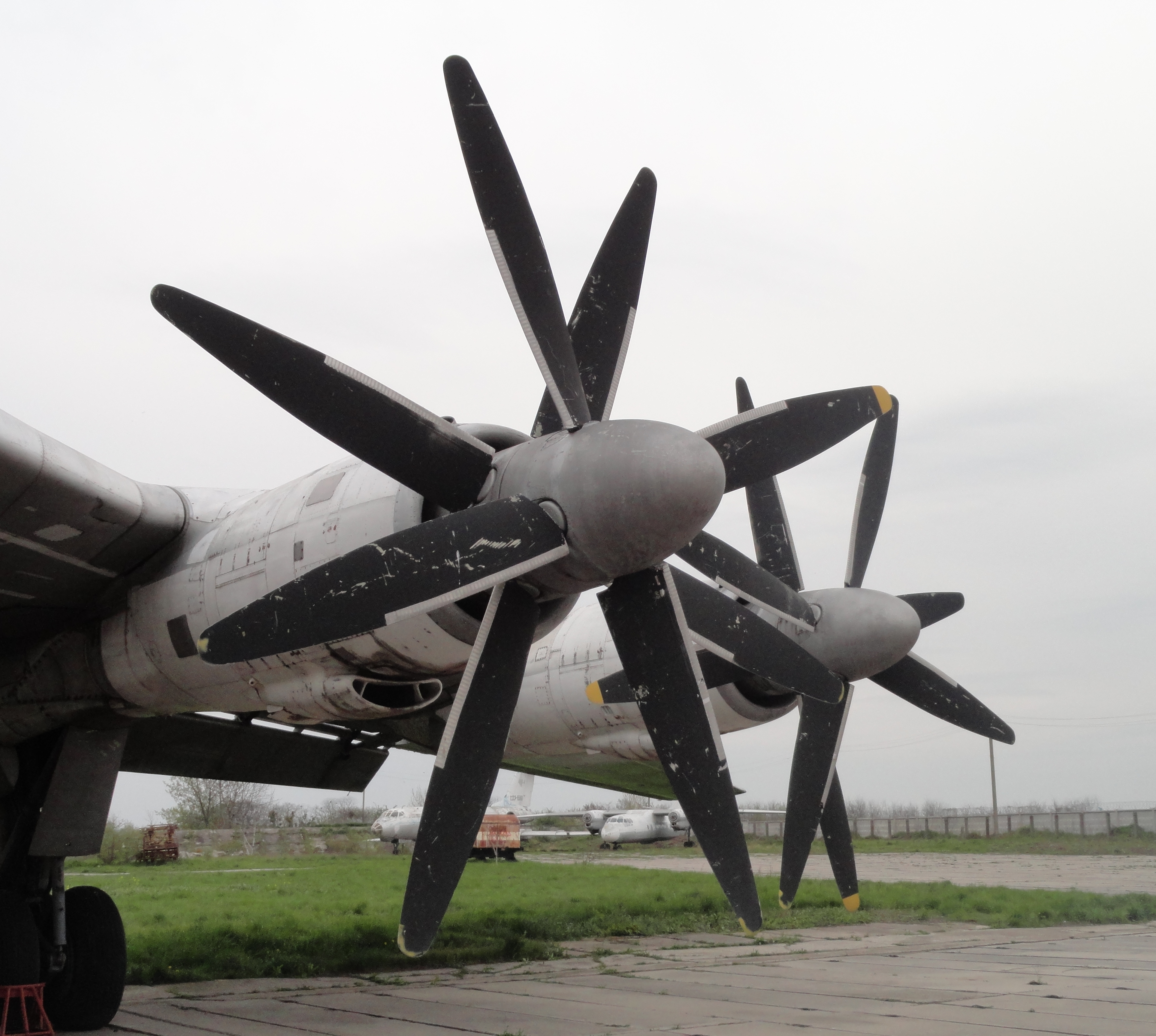
Винты АВ-60К

Силовая установка включает четыре турбовинтовых двигателя НК-12МВ (На Ту-142МЗ — НК-12МП), с суммарной мощностью 4×11,19 МВт / 4×15 тыс. л. с., с двухрядными соосно вращающимися винтами противоположного вращения АВ-60К. Двигатель крепится на нулевом шпангоуте мотогондолы с помощью виброгасящих демпферов (резиновых подушек). Отличие модификации «МП» от «МВ» заключается в установке более современных генераторов тока и воздушных винтов с более мощной и совершенной противообледенительной системой лопастей.
Каждый двигатель имеет собственную замкнутую маслосистему с 205—210 литрами масла МН-7,5У (или маслосмеси, состоящей из 75 % масла МС-20 или МК-22 и 25 % МК-8П). В масляный бак, выполненный из маслостойкой резины и размещённый в полукруглом контейнере, являющийся частью конструкции нижнего капота, помещается до 135 литров от общего количества масла. Температурный режим поддерживается автоматическим масляно-воздушным радиатором. В связи с довольно большим расходом масла двигателями нижняя поверхность крыла за выхлопными трубами, гондолы шасси и основные стойки постоянно покрыты жирной чёрной копотью.
Запуск двигателей НК-12МВ производится поочерёдно от аэродромного источника постоянного тока с напряжением 27 вольт. НК-12МП возможно запускать парно — одновременно один правый и один левый, для этого на панели бортинженера установлены два тахометра турбостартёра и две кнопки срезки топлива — для двигателей 1-2 и 3-4. Нумерация СУ — стандартная, слева направо по полёту.
В качестве движителя на двигателе установлены винты АВ-60К.
Агрегаты двигателей
Турбостартер ТС-12М, два генератора постоянного тока ГСР-1800М, генератор переменного тока СГО-30У, (на НК-12МП применяются ГС-18М и ГТ-60ПЧ6), воздушный компрессор АК-150НК, командно-топливный агрегат КТА-14Н, флюгер-насос ФН-5К, сигнализатор обледенения ВНА СО-4А, катушки зажигания двигателя КПН-4Л и турбостартера 1КНИ-11БТ, свечи зажигания СПН-4, электромеханизм привода заслонки выхлопа турбостартера МП-100МТ, и др.

### Топливная система

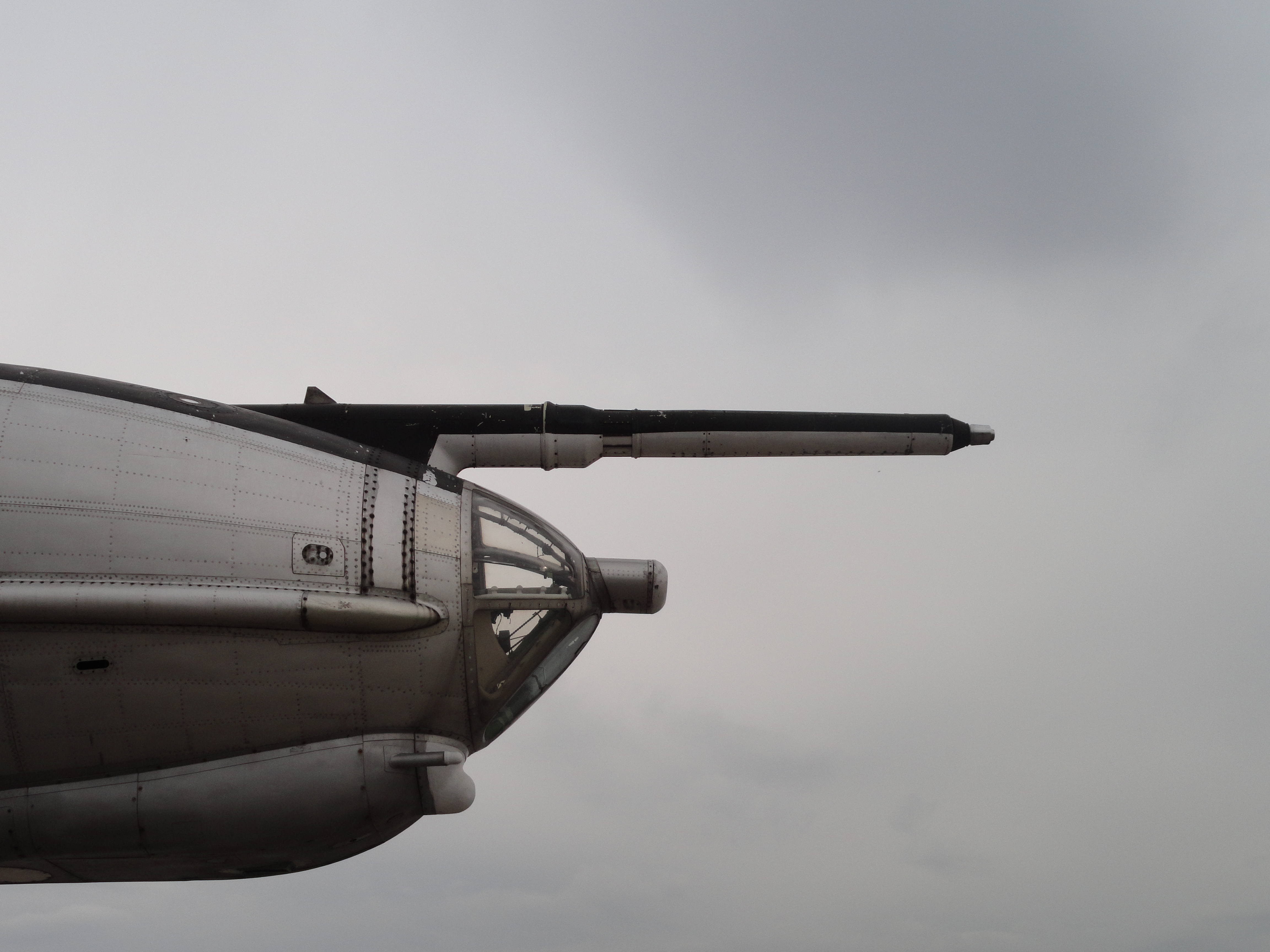
Приёмник топлива системы заправки в полёте

Топливо размещено в 8 кессонных баках — в отсеках крыла, двух мягких баках в центроплане (бак № 6 левый и правый) и одном мягком баке в фюзеляже (бак № 5, шп.45-49). Плоскостные баки условно делятся на 1-4 левые и 1-4 правые. 1-й кессон-бак расположен между нервюрами № 2 и 6, 2-й кессон-бак — между нервюрами № 6 и 16, 3-й кессон-бак — между нервюрами № 16 и 25, 4-й кессон-бак — между нервюрами № 25 и 36. Ёмкость первого кессона — 14760 кг, ёмкость второго — 30750, третьего — 15630 и четвёртого — 8860 кг. В фюзеляжных баках, в пятом — 5040, в шестом — 8860 кг топлива.
Топливо на самолёте вырабатывается в 4 очереди: нулевую, первую, вторую и третью очередь. Кессон-баки № 1 и кессон-баки № 3, топливо из которых расходуется в последнюю очередь, имеют расходные отсеки ёмкостью соответственно по 1700 кг и 1400 кг. Расходные отсеки поддерживаются всегда полными с помощью перекачивающих насосов. Подача топлива к двигателям из каждой группы баков производится двумя электрическими топливоподкачивающими насосами, обеспечивающими при отказе одного из них питания двигателей и полную выработку топлива. Выдерживание заданной очерёдности расходования топлива обеспечивается системой автоматического измерения и расходования топлива СУИТ2-1. Каждый топливный бак дренажируется в одной передней верхней точке.
Полная заправка самолёта 83900 кг при плотности 0,82. Заправка на земле может производиться через четыре горловины централизованной заправки, по две на каждой консоли. Имеется возможность «пистолетной» заправки и через верхние горловины топливных баков. Самолёт оборудован приёмником топлива и системой заправки в полёте «шланг-конус» от самолётов-заправщиков КБ Мясищева. Так как в настоящее время эти заправщики сняты с вооружения, то для заправки от танкера, оборудованного агрегатом УПАЗ типа Ил-78, штатная головка приёмника топлива подлежит замене на ГПТ — 2МС. При аварийном сливе топлива в воздухе — из баков № 5 и № 6 производится насосами через концевые обтекатели крыла, из 2-х и 4-х кессон-баков — самотёком, при полной заправке около 30 минут. В качестве топлива для двигателей и их турбостартеров может применяться авиационный керосин Т-1, Т-2, ТС, РТ в любых сочетаниях, с добавкой жидкости «И». Допускается азотирование топлива.

### Противопожарное оборудование
Состоит из системы сигнализации о пожаре, системы автоматического пожаротушения и системы нейтрального газа. На борту Ту-142 установлено семь комплектов систем сигнализации ССП-2А с общим количеством датчиков пожарной сигнализации ДПС-1АГ 126 штук, 6 баллонов ОС-8М с пламегасящим составом «фреон 114В2» в первом грузоотсеке и по два баллона — в гондолах шасси, и 16 баллонов с технической углекислотой — в седьмом т/отсеке в контейнере. Оборудование состоит из основной системы пожаротушения в отсеках топливных баков и в гондолах двигателей, дополнительной системы пожаротушения во внутренних полостях двигателей, системе заполнения топливных баков нейтральным газом. Датчики ДПС-1АГ установлены в четырёх мотогондолах, четырёх отсеках крыла и в двух отсеках внутри фюзеляжа в районе баков № 5 и № 6.

### Противообледенительная система
Передняя кромка крыла, киля и стабилизатора обогревается электрическими нагревательными элементами от сети постоянного тока. В связи с огромной мощностью нагревательных элементов применяется их деление на секции и цикличное автоматическое включение по программе блоком ПКПС-1. Лопасти винтов и коки также имеют электрообогрев от сети переменного тока 200/115 в, работа которого также циклична. Входные направляющие аппараты двигателей обогреваются горячим воздухом. ВНА каждого двигателя имеют собственный независимый датчик обледенения типа СО-4А.
Многослойные силикатные стёкла лётчиков имеют между слоями токопроводящую плёнку обогревательного элемента и пару терморезисторов с отрицательным ТКС в качестве датчиков температуры нагрева стекла. Для питания обогрева остекления используются автотрансформаторы. При «сильном» обогреве напряжение с автотрансформатора напрямую подводится к нагревательному элементу стекла, и этот режим применяется только в полёте, при интенсивном охлаждении набегающим воздушным потоком. Режим «слабого» обогрева применяется на земле, при этом питание на стекло подаётся периодически автоматом обогрева АОС-1. Обогреваются три обзорных стекла кабины лётчиков и нижнее стекло кабины штурмана-навигатора. На Ту-142МР также обогреваются стёкла сдвижных форточек у лётчиков, а кабина штурмана не имеет остекления.
Обогреваются приёмники ППД-5 и плиты статики.
В качестве датчиков обледенения применяются два радиоизотопных сигнализатора РИО-3А, которые поэтапно заменяются на вибрационные датчики.

### Система кондиционирования
Отбор воздуха на самолётные нужды производится от 9-й и 14-й ступеней компрессоров работающих двигателей, причём помимо системы кондиционирования (СКВ), наддува кабин и вентиляции костюмов МСК, сжатый воздух используется для работы автономных источников электроэнергии — турбогенераторов ТГ-60. Краны отбора воздуха от двигателей МПК-13А-5 с заслонками изд.5441Т управляются соответствующими выключателями на рабочем месте бортинженера. Воздух делится на две линии — холодную и горячую, дозированно смешивается и подаётся потребителям. Охлаждение отбираемого воздуха в «холодной линии» производится в воздухо-воздушных радиаторах (ВВР) и турбохолодильнике (ТХ). Общий кран управления давлением наддува кабины управляется с рабочего места бортинженера трёхпозиционным с нейтралью выключателем. Температура в кабине регулируется или вручную бортинженером, или автоматически, совместной работой двух регуляторов температуры: АРТ-56-2 и УРТН-1Т. На земле, при отработке систем самолёта применяется продув электронных блоков самолётных систем забортным воздухом, нагнетаемым в систему установленными в трубопроводах электровентиляторами, и кондиционирование от наземной станции.
До высоты 2000 м производится свободная вентиляция кабины, при этом возможно избыточное давление не более 25 мм рт. ст. При полётах на высотах от 2000 до 9000 м в кабине обеспечивается постоянное давление, соответствующее атмосферному давлению на высоте 2000 м, то есть 596 + 15 мм рт. ст. При дальнейшем увеличении высоты полёта свыше 9000 м до практического потолка поддерживается постоянное избыточное давление по отношению к атмосфере. Регулировка давления воздуха осуществляется регуляторами давления АРД-54В путём сброса избыточного воздуха из кабины. Данный агрегат имеет два режима работы — нормальный и боевой. В боевом режиме предусматривается поддержание пониженного перепада давления между кабиной и атмосферой 147 ± 15 мм рт. ст. (0,2 кгс/см²), что необходимо для предотвращения взрывной декомпрессии при прострелах и повреждениях гермокабин.

### Противолодочный комплекс
Несмотря на попытки разработки различного поискового оборудования, основным методом поиска ПЛ в противолодочной авиации по прежнему остаётся гидроакустика.

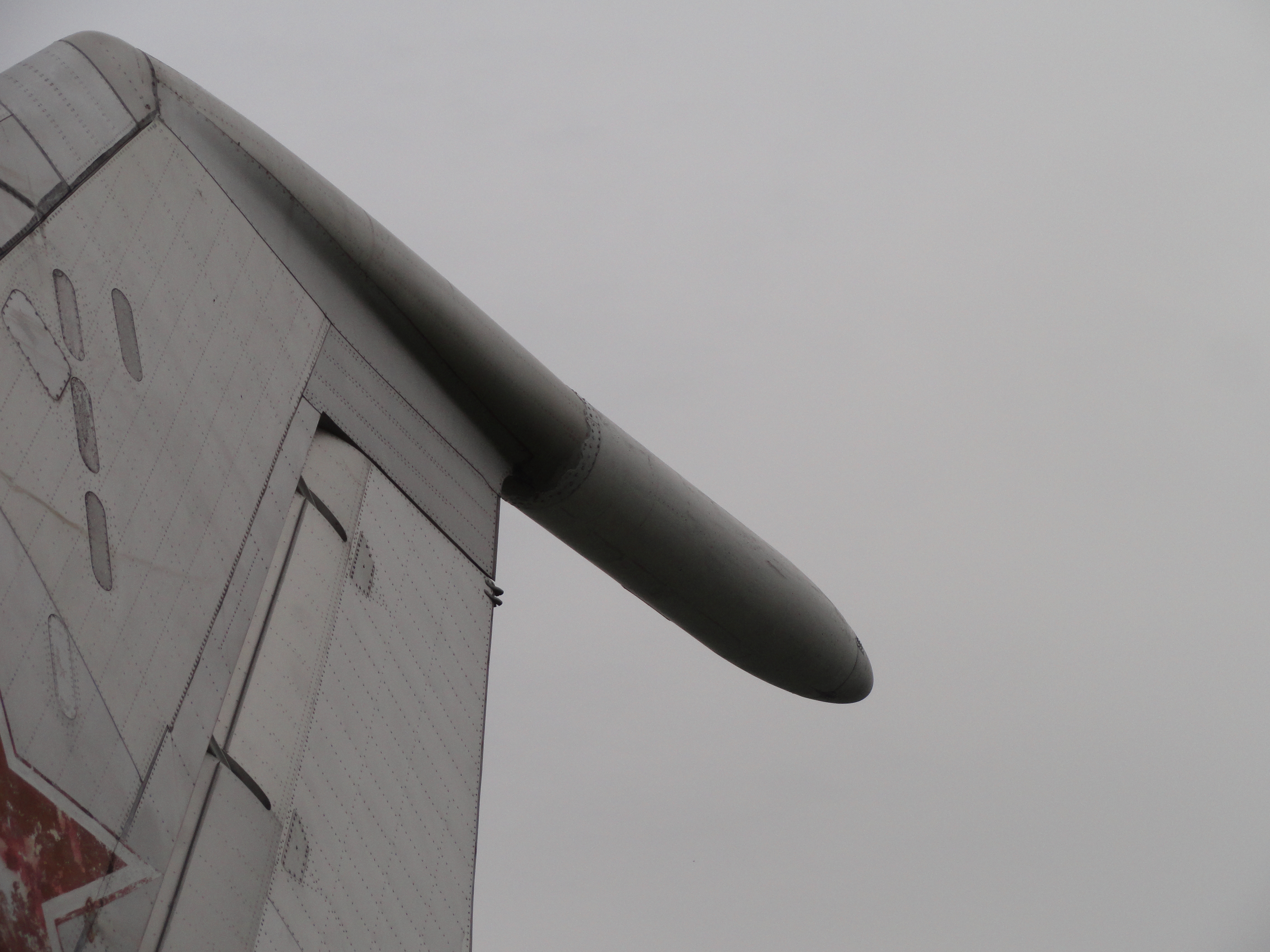
Обтекатель антенны магнитометра «Ладога»

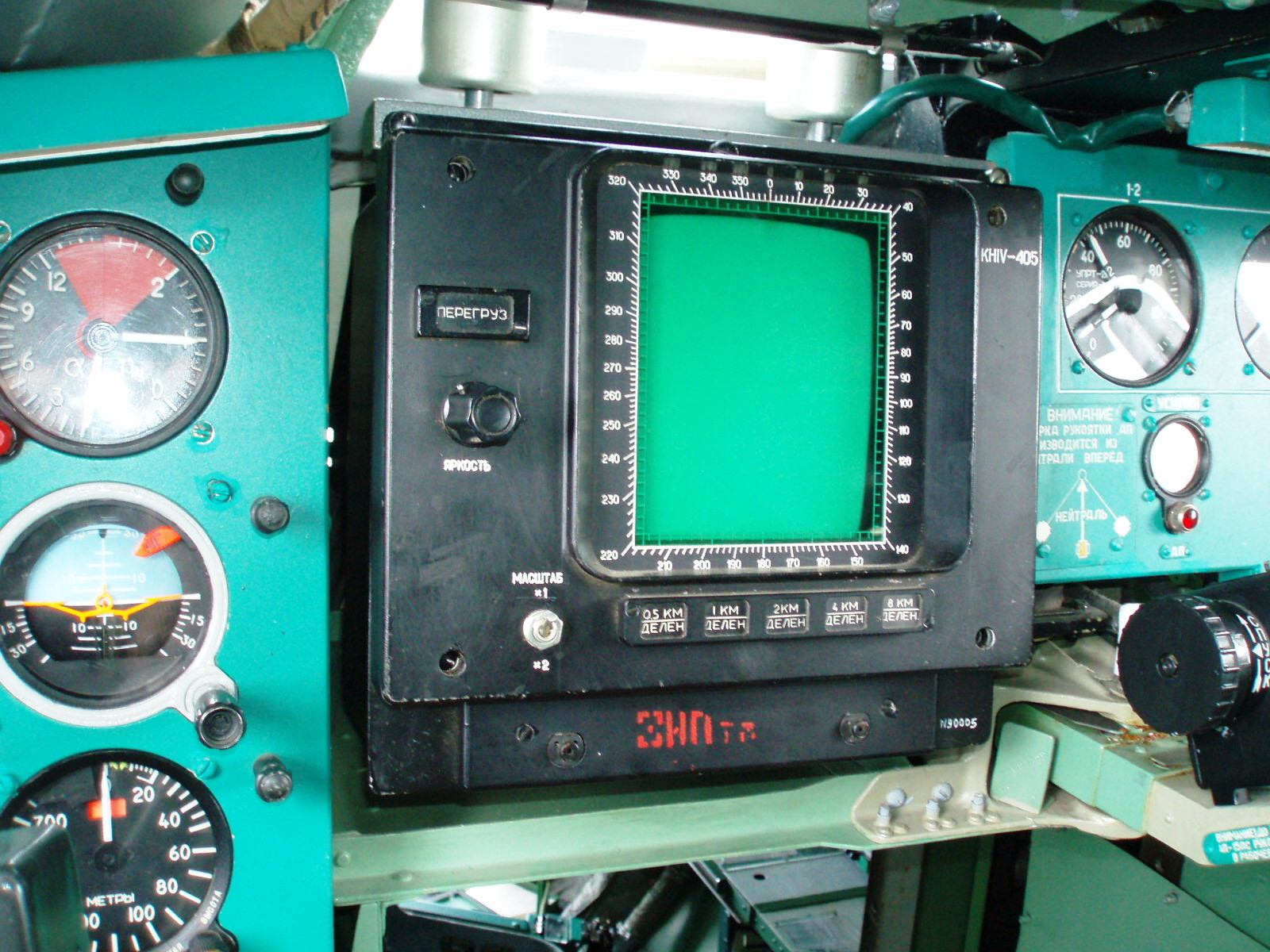
Экран тактической обстановки у командира корабля

Принцип, заложенный в ППС «Беркут», основан на обнаружении шумов ПЛ в подводном положении с применением предварительно выставленных по определённой схеме радиогидробуёв, обработке полученных от них данных экипажем в бортовой ЦВМ и выработке сигналов на полуавтоматический или автоматический вывод самолёта в точки постановки буёв или применения средств поражения ПЛ. В качестве основного средства поиска ПЛ с самолёта применяются сбрасываемые, а после отработки — самоликвидирующиеся радиогидробуи трёх типов — РГБ-1, РГБ-2, РГБ-3 (последний не нашёл практического применения на Ту-142). Несмотря на конструктивные различия, все они состоят из корпусно-механической части, гидроакустического приёмника (гидрофона), передатчика информации, маяка-ответчика, парашютной коробки, источников питания (аккумуляторов), устройства затопления.
Пассивные ненаправленного действия буи РГБ-1 снаряжаются в кассеты по 22 штуки в каждой. Каждый буй имеет свою частоту передатчика информации и свой код маяка-ответчика, соответствующие его номеру. Вес РГБ-1 — 14 кг. Буи РГБ-2 пассивные, направленного действия, снаряжаются в кассеты по 10 штук, вес каждого — 40 кг.

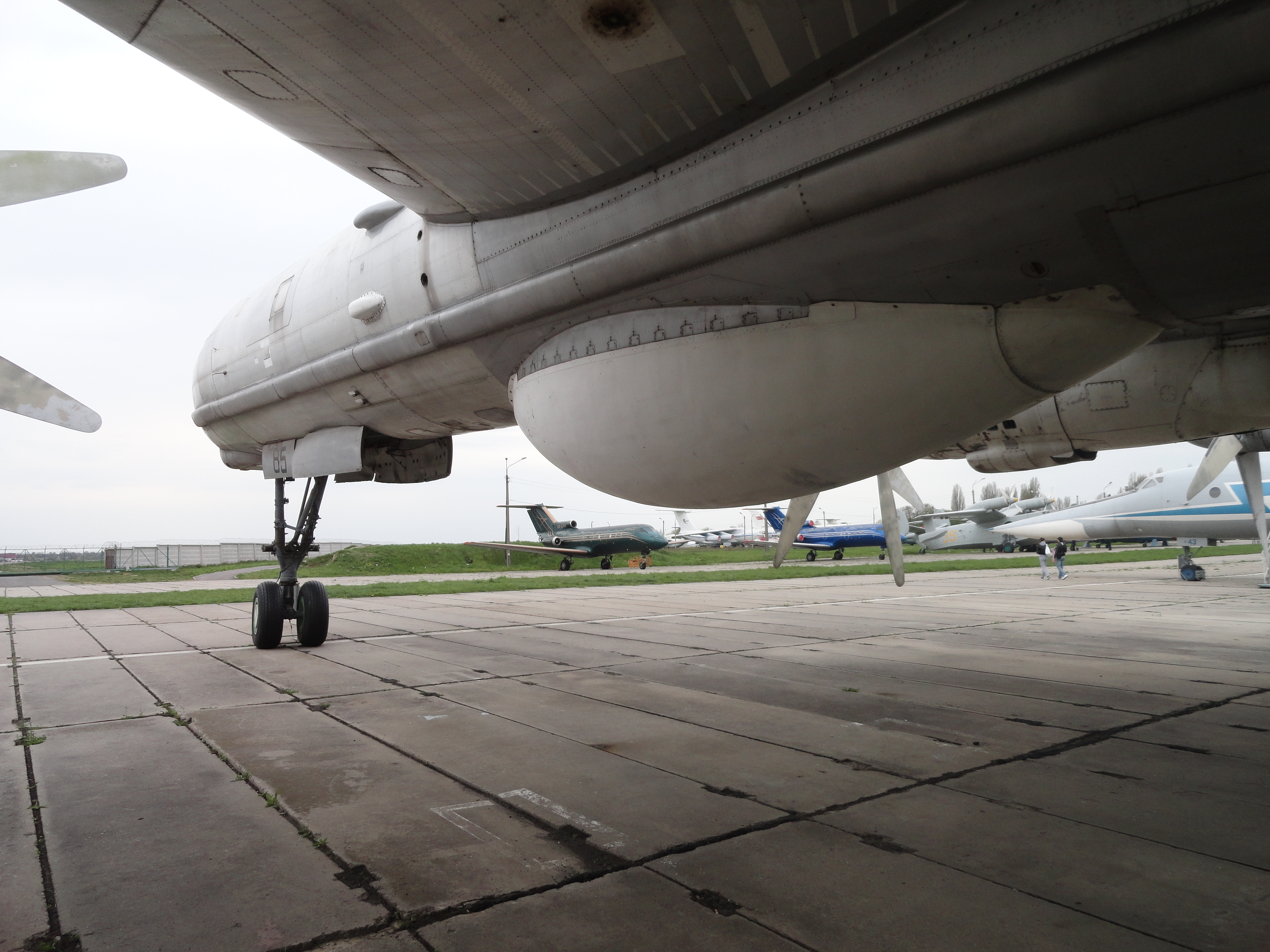
Обтекатель РЛС кругового обзора КНН-1 под центропланом Ту-142

Противолодочный комплекс «Коршун» использует инфразвуковые буи различных типов, также снаряжаемые в кассеты, и сбрасываемые взрывные источники звука трёх типов, позволяющие получить отражённый сигнал от неподвижной лодки. Аппаратура автоматизированной обработки гидроакустической информации «Кайра» в дальнейшем заменена на более совершенную «Заречье». Противолодочный комплекс управляется бортовой ЭВМ «Аргон-15».
Большой проблемой оставалась достоверность устной информации от экипажа о контакте с ПЛ, поэтому в состав комплекса был введён параметрический самописец — магнитофон «Узор-5В». Также в составе комплекса появился радиокомпас А-3П, работающий как с новыми буями, так и старыми системы «Беркут».
На самолётах стали устанавливать магнитометр «Ладога», практическое применение которого сильно затруднено из-за его расположения на верхней части киля, в зоне сброса накапливающегося в полёте статического электричества.
Характерной особенностью самолёта является мощная РЛС кругового обзора в составе комплекса, параболическая антенна которой находится в большом каплеобразном обтекателе под центропланом, перед первым грузоотсеком. РЛС, помимо задач в составе поисково-прицельного комплекса, используется также для навигации и коррекции координат в НПК.
При выполнении задачи по поиску лодки парой самолётов с ППК «Коршун» происходит автоматический радиообмен текущей тактической информацией и БЦВМ просчитывает тактику дальнейших совместных действий самолётов вплоть до поражения ПЛ.

### Пилотажно-навигационное и радиоэлектронное оборудование
(Самолёты с ППК «Коршун»)

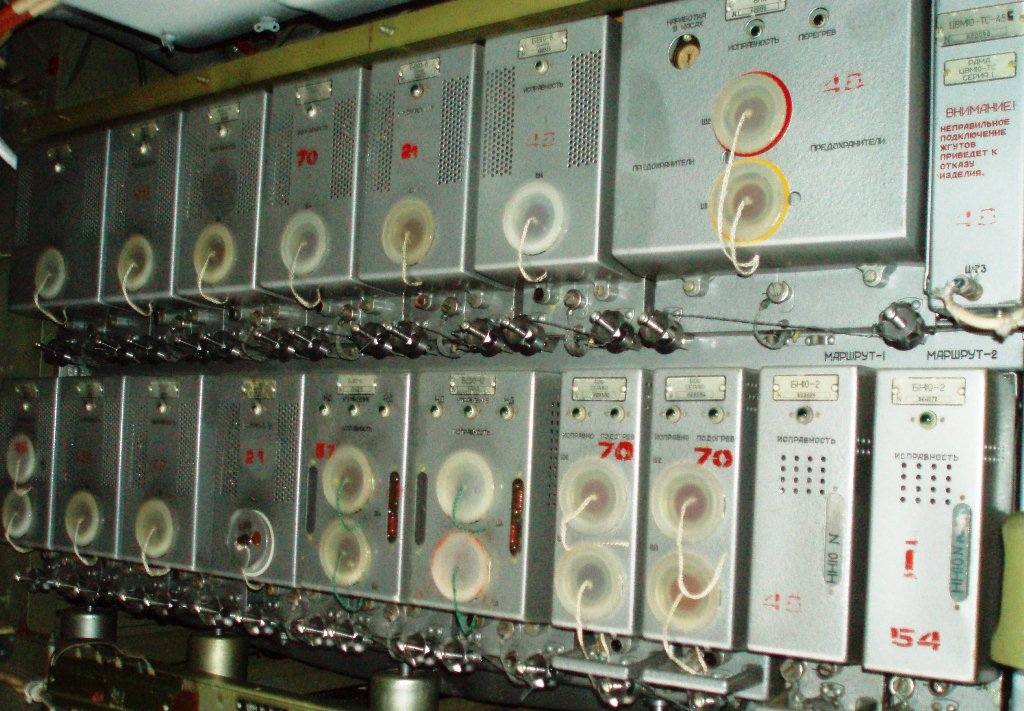
БЦВМ «Орбита-10»

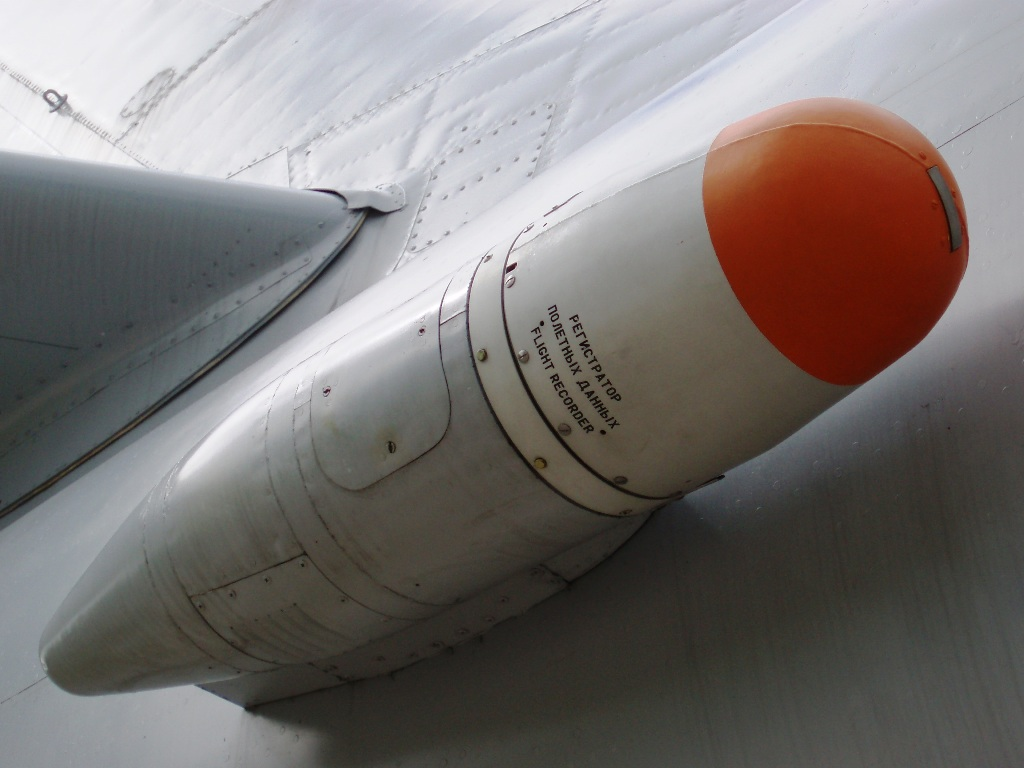
Аварийный регистратор с радиомаяком «Опушка-ВМ» под правой половиной стабилизатора (изделие «ВМ» — это СВВП Як-38М)

Объединено в автономный пилотажно-навигационный комплекс НПК-ВПМК, который определяет текущие координаты самолёта, его курс, скорость и высоту полёта, углы крена и тангажа. Комплекс состоит из автопилота АП-15, системы траекторного управления «Борт-42», двух вычислительных машин: «Орбита-10ТС-42» и «Орбита-10-15», вычислителя ВНПК-154, комплекса курсовертикалей «Румб-1Б», радиоастрономического корректора курса РКА-М «Юпитер», оптического пеленгатора К005, астроинерциальной системы Л14МА. Кроме того, комплекс напрямую работает со следующим оборудованием самолёта: радиокомпас АРК-15М, радиокомпас межсамолётной навигации АРК-У2, радиовысотомеры больших и малых высот РВ-18 и РВ-5, радиосистема ближней навигации РСБН-ПКВ, доплеровский измеритель ДИСС-7; станция А-711-03 — радиосистема дальней навигации, работающая в комплекте с цифровым преобразователем координат А-713М-01 совместно с РЛС ППК «Коршун», система воздушных сигналов СВС-ПН-15-4А, автомат углов атаки АУАСП-5КР, аппаратура посадки «Ось-1». В комплекте НПК имеются блоки связи и управления и пульты, навигационные и пилотажные приборы. Комплекс НПК-ВПМК позволяет реализовать автоматические и директорные режимы управления самолётом по курсу на маршруте, при дозаправке в воздухе, при поиске и поражении подводной лодки, на посадке.
Для записи полётных данных применяется регистратор параметров полёта МСРП-64-2М, для записи переговоров экипажа — магнитофон (речевой самописец) МС-61Б, аварийный сбрасываемый самописец — «Опушка-ВМ», трёхкомпонентный самописец К3-63.
На самолёте имеется три комплекта речевых информаторов РИ-65Б, ввиду большого количества речевых подсказок экипажу в разных полётных ситуациях.

### Связное оборудование
Самолёты Ту-142 отличает особенность радиосвязи — экипаж также должен иметь возможность активно взаимодействовать с кораблями ВМФ при выполнении задач в значительном удалении от береговой черты, то есть иметь совместимую с корабельной аппаратуру связи. С этой целью на Ту-142 имелось два члена экипажа — бортовой радист и оператор сверхбыстродействующей связи СБД «Акула».
На Ту-142МК/МЗ установлен бортовой комплекс автоматизированной связи «Стрела-142М», обслуживаемый бортовым оператором связи БСС. В состав комплекса входят две коротковолновые радиостанции Р-857Г, радиостанция Р-866, две командные УКВ радиостанции Р-832М, два комплекта аппаратуры цифровой телекодовой связи, аппаратура кодовой телефонной и телеграфной связи, дополненная двумя блоками документирования (печатающим устройством). Для внутренних переговоров внутри экипажа используется самолётное переговорное устройство СПУ-14 с блоком вольтодобавки.

### Электросистема

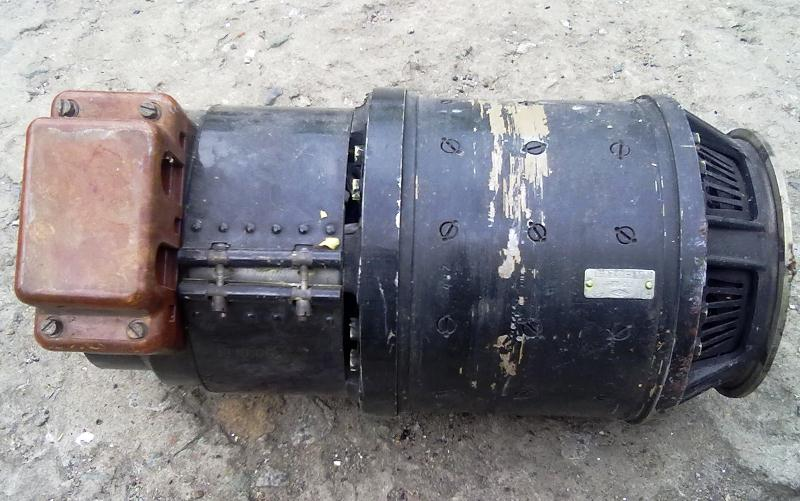
Генератор постоянного тока ГС-18М, демонтированный

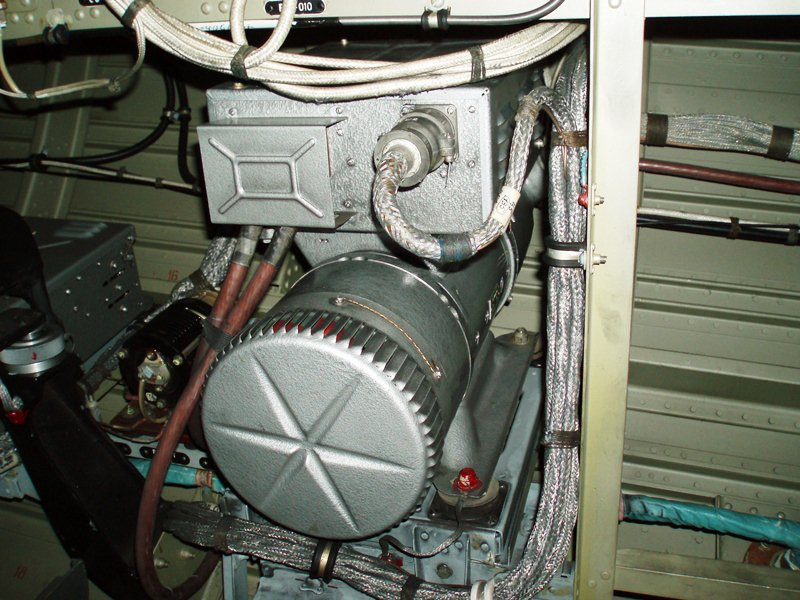
Электромашинный преобразователь на три киловатта

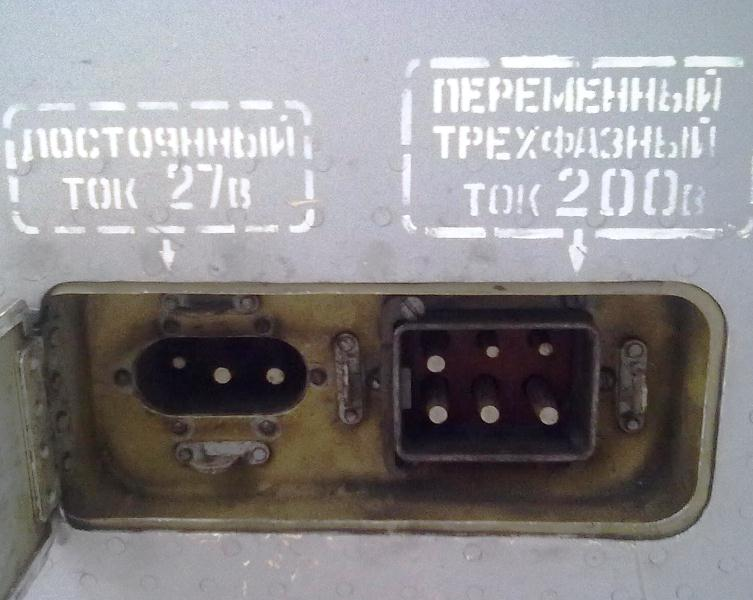
Бортовые разъёмы аэродромного питания ШРАП-500 и ШРАП-400-3Ф

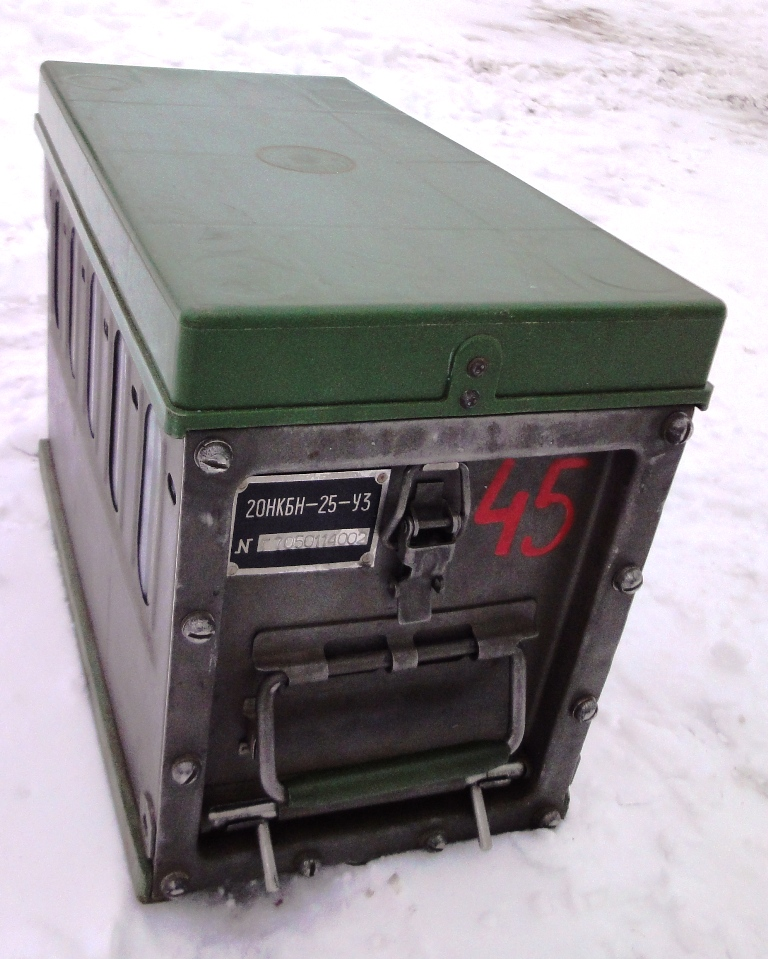
Авиационная бортовая никель-кадмиевая аккумуляторная батарея 20НКБН-25-У3. Краской от руки написан номер борта — «45».

Большой, в общем-то, самолёт имеет массу сильноточных потребителей постоянного тока — привод закрылков, шасси, гидропомпы, стабилизатора, мощные электрические противообледенители, тонны разнообразной аппаратуры.
Первоначально на Ту-142 устанавливались: источники постоянного тока — восемь генераторов ГСР-1800М и две свинцовые аккумуляторные батареи 12САМ-55 (четыре стандартных аккумулятора 6САМ-55). Источники переменного тока — четыре генератора СГО-30У, однофазные и трёхфазные преобразователи, трансформаторы.
На Ту-142МЗ на двигателях установлено восемь генераторов постоянного тока (28,5 в) ГС-18М с номинальной суммарной мощностью 144 кВт. Система переменного тока в качестве основных источников электроснабжения имеет 4 генератора ГТ-60ПЧ6 трёхфазного тока 208 вольт 400 гц на двигателях, один турбогенератор ТГ-60/2СМ, два электромашинных преобразователя ПТ-3000Ц. Три сети трёхфазного тока 36 вольт запитываются от трансформаторов типа ТС-350. В качестве резервных источников питания применяются два статических преобразователя ПОС-1000Б и ПТС-800АМ. Аварийным источником тока служат шесть никель-кадмиевых батарей типа 20-НКБН25.
Частота в сети переменного тока зависит от частоты вращения/оборотов турбины двигателей, поэтому при рулении на земле шины навигационно-пилотажного комплекса (НПК) подключены к турбогенератору.
Система рассчитана на отказ одного (любого) маршевого двигателя (и трёх его генераторов), при этом сохраняется 100 % электроснабжение бортовой сети.
Однако возможен полёт самолёта при полностью обесточенной (включая аккумуляторы) электросистеме.

#### Автономная система электроснабжения Ту-142МР
На Ту-142МР имеется дополнительная автономная электросеть для питания специальной аппаратуры. Источником электроэнергии служат три электрогенератора, в составе трёх турбогенераторов ТГ-60/2СМ.
Турбогенератор представляет собой самостоятельный агрегат массой 115 кг, состоящий из воздушной турбины, и механически связанный с турбиной стандартный авиационный генератор ГТ60ПЧ8АТВ переменного трёхфазного тока напряжением 200/115 вольт частотой 400 гц. На турбину поступает отбираемый от компрессора маршевого двигателя (только от внутренних 2-3) сжатый воздух с давлением не менее 4,65 кгс/см2, обеспечивая обороты турбины и ротора генератора в установившемся режиме 8000±160 об/мин. Автоматика турбогенератора имеет пускорегулирующую аппаратуру, обеспечивающую его запуск, выход на режим, поддержание требуемых параметров работы и автоматическое отключение при неисправностях. Для смазки узлов турбогенератора имеется масляная система, заправляемая полиметилсилоксановой жидкостью типа ПМС-10. Продолжительность непрерывной работы ТГ-60 ограничена 10 часами.
Управление автономной электросетью сосредоточено на боковом пульте бортинженера.

### Светотехническое оборудование
(Для Ту-142МЗ, на остальных модификациях иначе.)

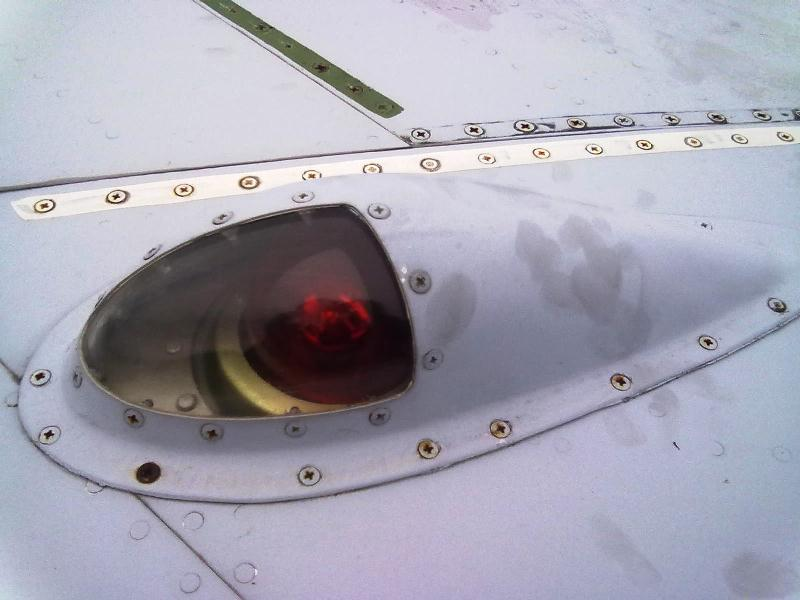
БАНО-57 красный (левый)

В самолёте применяется внутреннее бестеневое освещение многоламповыми светильниками красно-белого освещения с регулируемой яркостью на каждом рабочем месте и точечные светильники красного света на приборных досках. Для лучшего различия аварийных органов управления в зелёной кабине при красном освещении применяется косая красно-белая раскраска. Наземное освещение передней кабины — семь потолочных матово-белых плафонов. В корме широко используются светильники СБК на подкосах. В отсеках машины применяются плафоны ПС-45, кроме того, в отсеке ЦВМ (5т/о) на потолке установлен светильник с двумя люминесцентными лампами. Внешнее светотехническое оборудование — три посадочно-рулёжные фары ПРФ-4М внизу перед передней ногой шасси. АНО на консолях плоскостей типа БАНО-57, по два на каждой плоскости, вверху и внизу, и хвостовой белый огонь под кормовой установкой. Огни полёта строем ОПС-69 жёлто-оранжевого цвета, по два вверху и внизу на фюзеляже, в продольной плоскости. Импульсный маяк СМИ с двумя газорязрядными лампами на верхней и нижней части фюзеляжа, за 2 грузоотсеком. На стойках шасси установлено по одному светильнику с галогенными лампами — огни выпущенного положения шасси СОВШ-2. В передней верхней части фюзеляжа установлены две фары подсвета штанги заправки ФПШ-5, в форкиле — фара сигнального огня «сцепка» ФР-100. На модификации Ту-142МР для кратковременной подсветки конуса трос-антенны внизу фюзеляжа установлена фара ФР-9 мощностью 200 ватт.

### Гидросистема
Состоит из двух независимых систем: основной и бустерной.

#### Основная система
Основная система обеспечивает торможение колёс основных опор шасси, уборку-выпуск и управление колёсами носовой опоры.
Привод подвижного пола в передней кабине и работу стеклоочистителей. Эта система имеет гидробак, электроприводную насосную станцию агр. 465А и гидроаккумуляторы, используемые для аварийного торможения колёс и привода пола. Рабочее давление — 150 кг/см² масло АМГ-10.

#### Бустернаягидросистема
Предназначена для питания трёх гидроусилителей рулей ГУ-54А, соответственно, по крену (элероны), тангажу (РВ) и направлению (РН). Давление создаётся двумя гидронасосами 437Ф на внутренних двигателях. Рабочее давление 75 кг/см², масло — АМГ-10. Включение гидроусилителей производится электрокранами ГА-165.

#### Дополнительная гидросистема Ту-142МР
На самолёте Ту-142МР имеется автономная гидросистема выпускного антенного устройства ВАУ. Эта гидросистема служит для обеспечения работы подвесного блока и его автоматики:
- привод гидромоторов барабана тросовой антенны ВАУ;
- привод тормозов барабана;
- привод тросореза антенны;
- привод фрикционов.

Давление создаётся насосной станцией НС-46-2 и тремя станциями НС-49-3 с давлением нагнетания 203—220 кг/см2 масла АМГ-10. Управление автоматизировано (система электродистанционного управления — СЭДУ ВАУ). Блоки и агрегаты установлены в техотсеке ВАУ.

### Выпускное антенное устройство
На самолёте Ту-142МР для связи с подлодками, находящимися в подводном положении, смонтирован специальный сверхдлинноволновый радиопередатчик Р-826ПЛ «Фрегат» с выпускным антенным устройством — ВАУ. Тросовая антенна ВАУ длиной 8600 метров служит полуволновым вибратором для передачи сверхнизкочастотного радиосигнала, способного пройти сквозь толщу морской воды.

### Вооружение

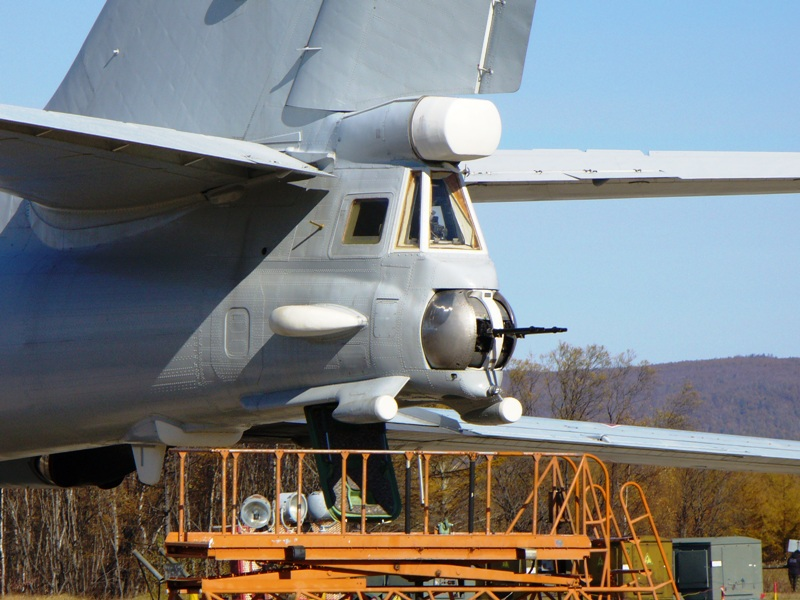
Корма Ту-142МЗ, кабина КОУ

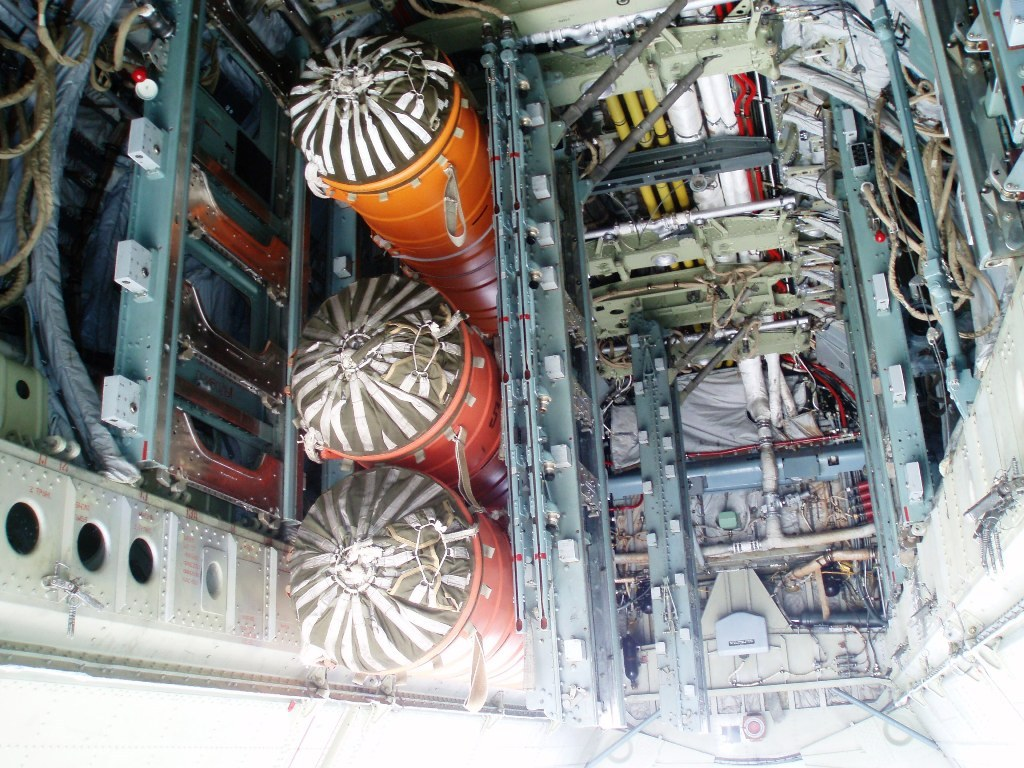
Спасательные контейнеры в грузовом отсеке Ту-142М

Средства поиска — радиогидробуи системы «Беркут» — РГБ-1, РГБ-2 (Ту-142 и Ту-142МЗ); радиогидробуи системы «Коршун» (Ту-142М и Ту-142МЗ) — РГБ-15, РГБ-16, РГБ-25, РГБ-26 (более совершенный аналог 25-го), РГБ-36 (только Ту-142МЗ), РГБ-55А, РГБ-75 и другие, общим количеством до 400 штук.
Взрывные сбрасываемые источники звука (ВИЗ-ы): одиночный МГАБ-ОЗ, ленточный МГАБ-ЛЗ и спиральный МГАБ-СЗ.
Средства поражения — торпеды АТ-1, АТ-1М, АТ-2, АТ-2М, УМГТ-1, противолодочные авиационные ракеты АПР-1, АПР-2, АПР-3 и Х-35.
Противолодочные бомбы типа ПЛАБ-50 «Ласточка», ПЛАБ-250 «Скворец», практические бомбы УПЛАБ.
Морские мины типа РМ-1, РМ-2, УДМ.
Спасательные контейнеры типа КАС.
На самолёте установлено кодово-блокировочное устройство (препятствующие несанкционированному применению ядерного заряда)
Для обороны применяется стрелково-пушечная кормовая установка с двумя пушками АМ-23 или ГШ-23Л, а также комплекс средств радиопротиводействия и система отстрела ложных тепловых целей ЛТЦ (тепловых ловушек) и дипольных отражателей ДО (полуволновых диполей).

### Окраска
Все самолёты ВП, ВПМ, ВПМК окрашивались снаружи «серебрянкой». Машины ВПМК-З окрашены в светло-серый цвет. Первые ВПМР также красились серебрянкой, крышки некоторых люков на двигателях красились в белый цвет, как это было принято на Ту-95МС.
Все обтекатели антенн на самолётах окрашены белой радиопрозрачной эмалью. На ВПМК-З колёсные диски на основных стойках светло-жёлтого песочного цвета, на остальных машинах — тёмно-зелёные. Внутри самолёта конструкция не красится, преобладает светло-зелёная грунтовка по дюралю. Электрооборудование (распредпанели и блоки) окрашены в светло-серый цвет. Кабины внутри имеют ярко-зелёную (салатовую) окраску, приборные доски и щитки окрашены в изумрудный цвет (кроме самолётов ВП). Кресла в кабине экипажа обтянуты светло-коричневой или чёрной кожей. У КОУ кресла нет, а имеется подвесное брезентовое сиденье.
Трубопроводы самолётных систем имеют стандартную окраску, как и на большинстве летательных аппаратов: жёлтые — топливные, коричневые — масляные, белые — воздушные, голубые — кислородные. Также на самолёте широко применяется цветная маркировка и технические надписи, как внутри, так и снаружи. На самолётах серебристого цвета технические надписи выполнены чёрной краской, на самолётах, окрашенных в серый цвет, надписи выполнены наверху чёрным, внизу — белым цветом.
Также на верхней поверхности плоскостей нанесена маркировка применяемых крепёжных винтов в виде полос разметки различного цвета (примерно как на Ил-62).
Нижние поверхности плоскостей за выхлопными трубами изначально не красились в какой-либо цвет, отличный от основной окраски. Но так как эти места довольно быстро начинает покрывать копоть и сажа и краска отслаивается, то в эскадрильях практиковалась кустарная окраска этих мест чёрной эмалью. Впоследствии (через 30 лет) поверхности за выхлопными трубами стали окрашивать в заводских условиях в тёмно-серый цвет.

## Лётно-технические характеристики (для Ту-142МЗ)

### Технические характеристики
Лётный экипаж 10 человек
- командир корабля
- помощник командира корабля
- штурман корабля
- штурман-навигатор
- штурман-оператор
- бортовой инженер
- оператор бортовых средств связи
- оператор РГП № 1
- оператор РГП № 2
- оператор кормовой огневой установки КОУ

ТТД
- Размах крыла: 50,2 м
- Длина: 51,55 м
- Высота: 14,7 м
- Площадь крыла: 289,9 м²
- Масса:
  - пустого самолёта: 93 891 кг
  - максимальная взлётная: 185 т
  - максимальная полётная (после дозаправки в воздухе): 187 т
  - масса топлива: 83,9 т
- Нагрузка на крыло: —

### Двигатель
- Тип двигателя: турбовинтовой, с соосными винтами противоположного вращения АВ-60К
- Модель: «НК-12МП или НК-12МВ»
- Мощность взлётная: 4×11,19 МВт / 4×15 тыс. л. с.

### Лётные характеристики
- Максимальная скорость на высоте: 855 км/ч
- Крейсерская скорость: 720 км/ч
- Взлётная скорость: — 300 км/ч
- Посадочная скорость: — 270 км/ч
- Практический потолок: 13 500 м
- Боевой радиус 5200 км
- Длина разбега: 2300 м
- Длина пробега:1200 м
- Эксплуатационная перегрузка: 2,5 G

## На вооружении

### Стоит на вооружении
Россия — 12 Ту-142МК/МЗ и 10 Ту-142МР на 2024 год.

### Снят с вооружения
СССР — Самолёты эксплуатировались в 35-й противолодочной дивизии ВВС Северного флота, 49 бортов, и в 310-м отдельном противолодочном полку ВВС Тихоокеанского флота, 24 борта, вплоть до распада СССР.
 Индия — 8 Ту-142МК-Э в составе эскадрильи INAS 312. Официально самолёт принят в состав ВМС Индии 16 апреля 1988 года.

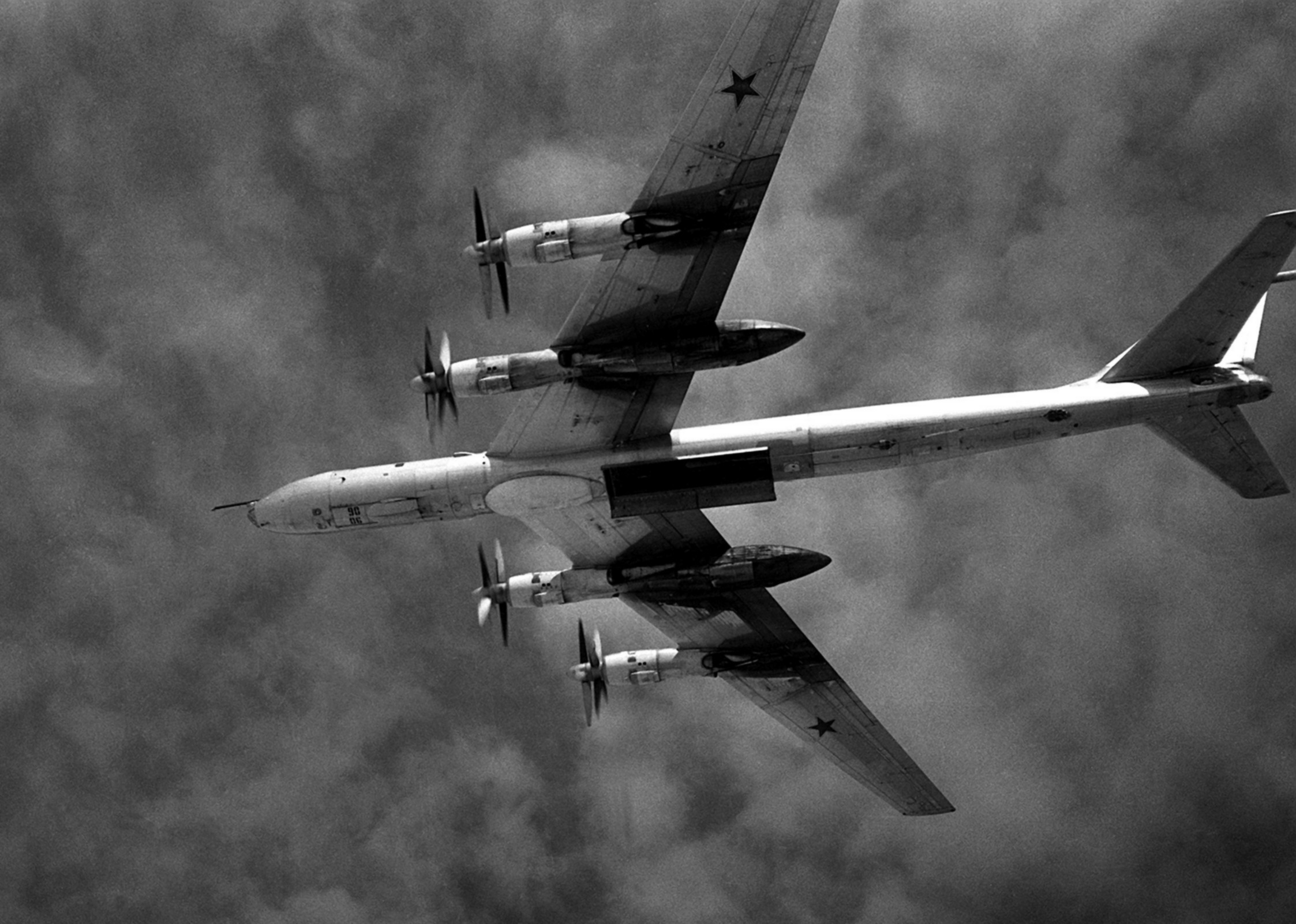
Ту-142 изд. ВПМ борт №90, оборудованный экспериментальным магнитометром, в полёте над Тихим океаном. Такой самолёт был единственным в 310-м ОПЛАП ДД. Фото сделано пилотом самолёта F/A-18A эскадрильи VFA-151 с авианосца CV-41 «Мидуэй» в 1987 году.

Эскадрилья INAS 312 принимала участие в операции «Кактус» на Мальдивских островах (1988 год), в операциях «Вижай» (1998 год) и «Паракрам» (2002 год) во время пограничных конфликтов с Пакистаном, а также в антипиратских миссиях, начиная с 2011 года.
Самолёты за время эксплуатации дважды модернизировались в 1990-х и второй половине 2000-х годов, получив усовершенствованное радиоэлектронное оборудование и дополнительное вооружение, включая противокорабельные ракеты Х-35 комплекса «Уран».
29 марта 2017 года на авиабазе Раджали состоялась торжественная церемония снятия с вооружения самолётов Ту-142. Начальник штаба ВМС Индии адмирал Сунил Ланба в своём выступлении отметил большой вклад этих самолётов в оборону страны и их высокую надёжность на протяжении 29 лет службы. Эскадрилья Ту-142 ряд лет считалась лучшей в Индийских ВМС и неоднократно отмечалась командованием.
В честь самолёта Ту-142 государственная почта Индии (India Post) выпустила почтовую марку.
 Украина — на момент  распада СССР в г. Николаеве (аэр. Кульбакино-Водопой) был 33-й ЦБП и ПЛС ВМФ, где в штате были Ту-142, и там же работал 328-й авиаремонтный завод, выполнявший ремонты в том числе и на Ту-142. Впоследствии часть самолётов удалось вернуть к постоянным местам базирования, неподъёмные машины были оставлены на заводе.
Также пара Ту-142 осталась на аэродроме Государственного авиационного научно-испытательного центра ВВС Украины вблизи пгт Кировское (Крым).
Всего к началу 2006 года на Украине было утилизировано 6 Ту-142.
В качестве музейных экспонатов на территории Украины осталось 2 Ту-142 в Государственном музее авиации Украины и Луганском авиационно-технический музее. Ту-142 (заводской номер 4201), который находится в Луганском авиационно-технический музее, является вторым опытным образцом Ту-142 и с 1977 года до установки в экспозицию музея находился в ВВАУШ в виде учебного пособия.
Также на территории авиабазы Кульбакино, возле Николаевского авиаремонтного предприятия (НАРП), находятся 1 разобранный Ту-142МЗ и 2 Ту-95МС на хранении.

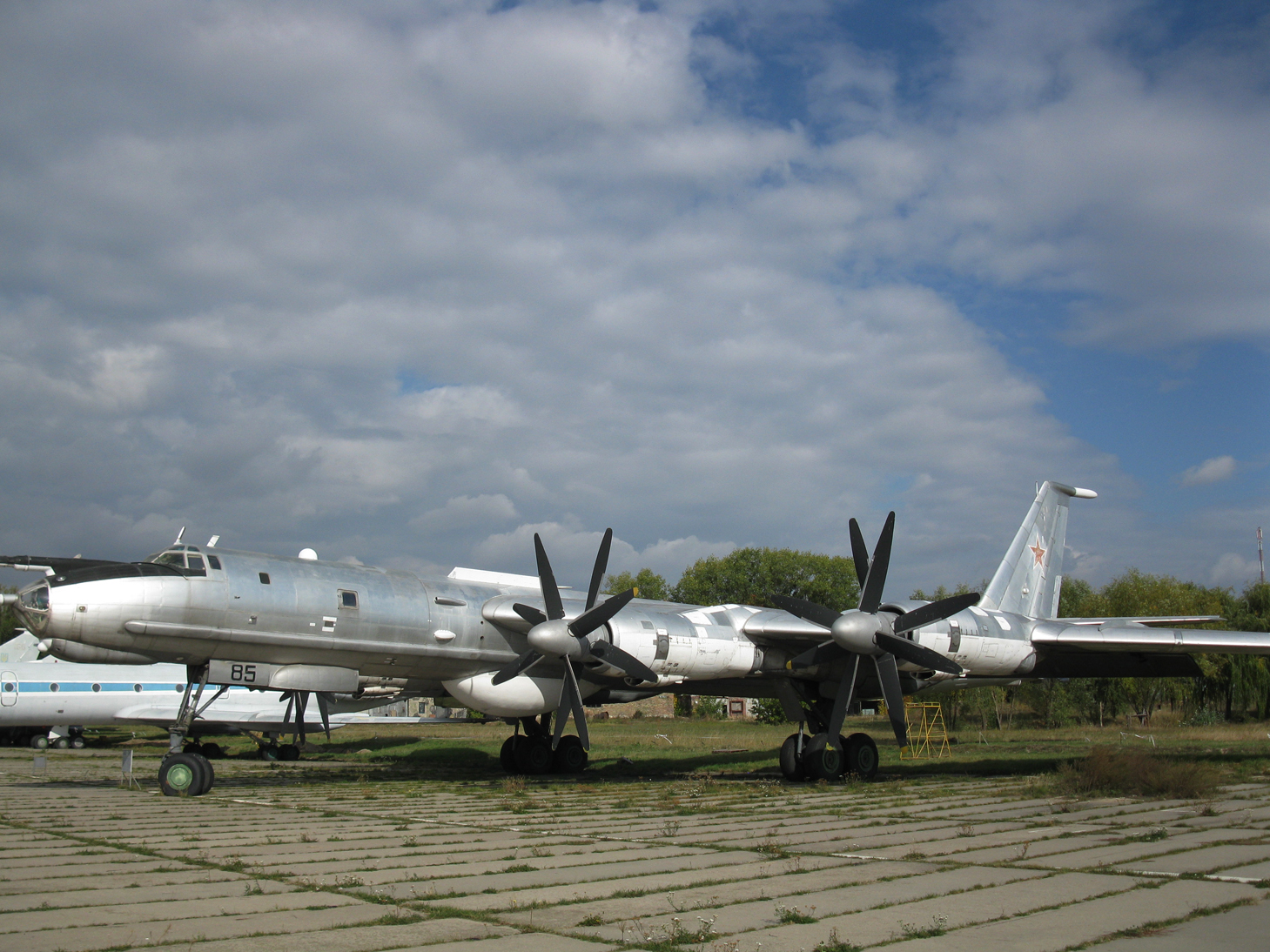
Ту-142МЗ в Государственном музее авиации Украины, 2008 год.
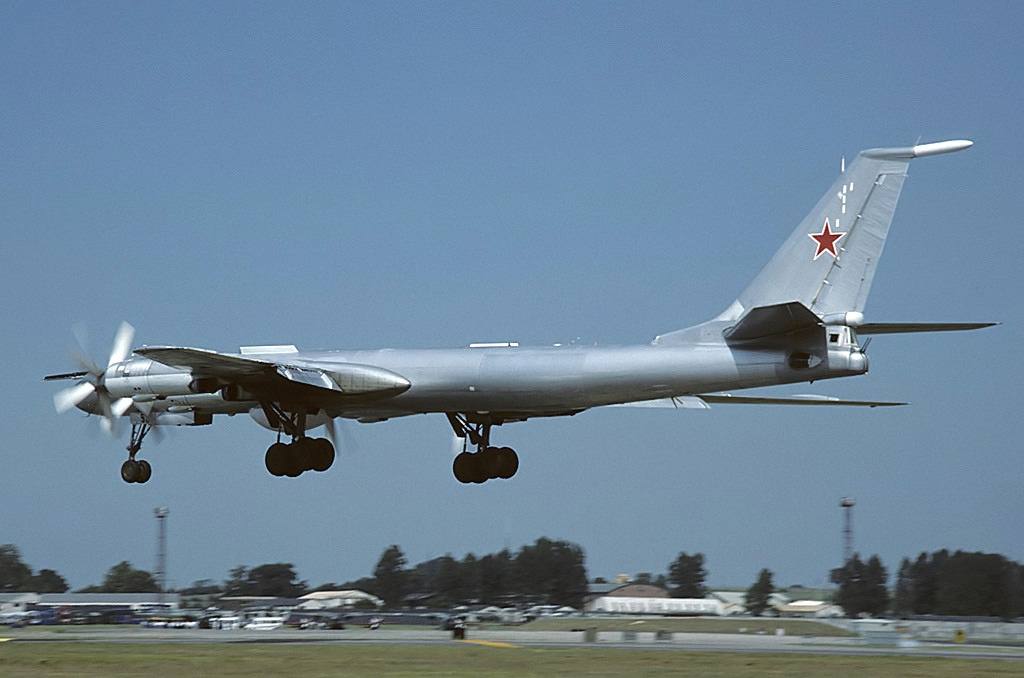
Ту-142М на международной выставке в Великобритании в 1994 году.
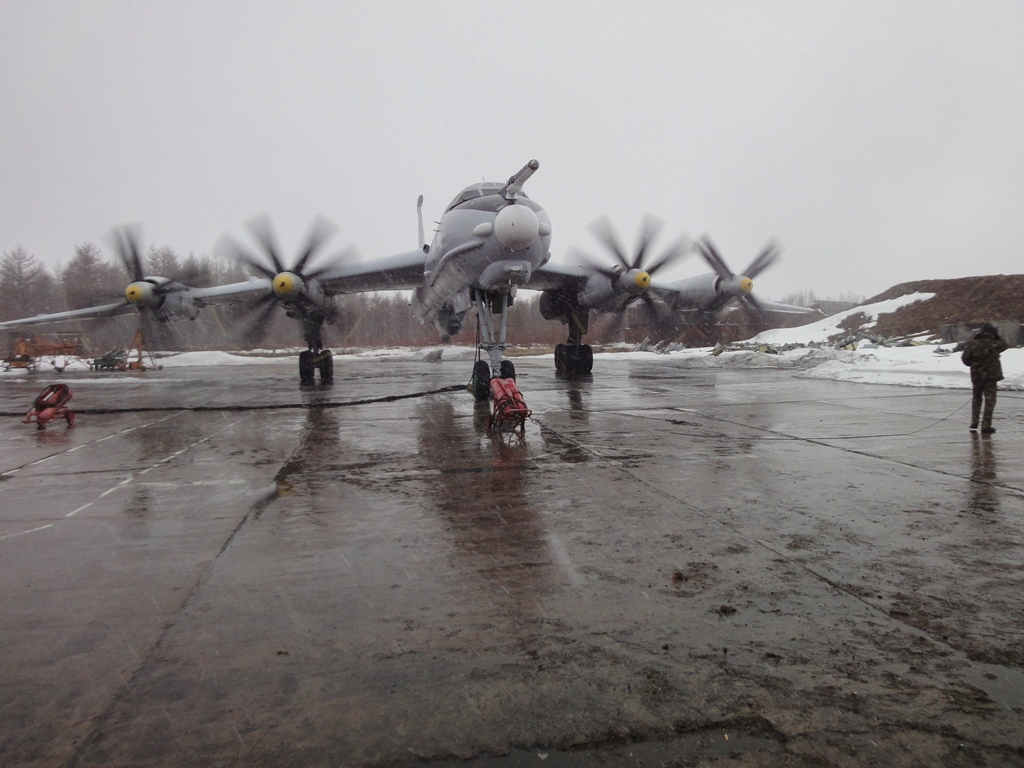
Ту-142МР - гонка двигателей.
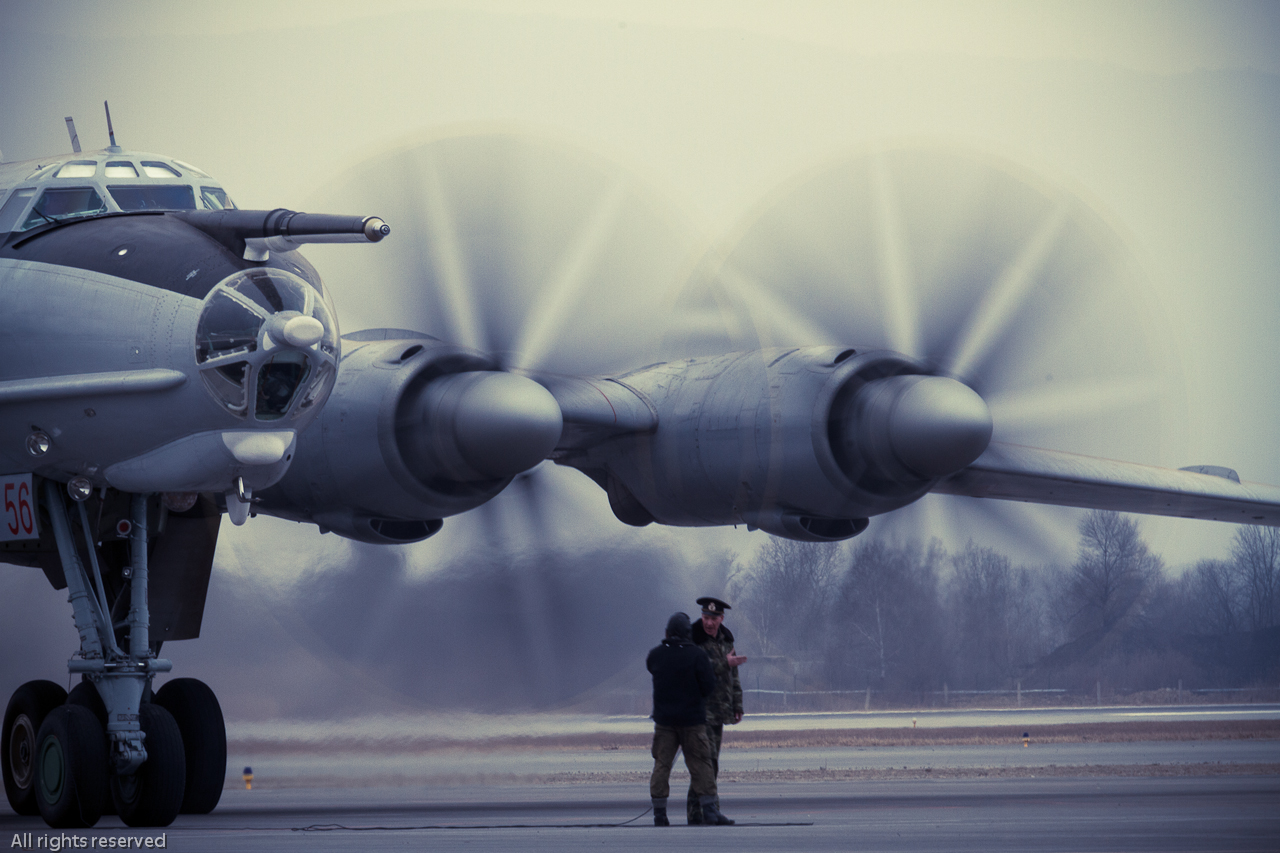
Ту-142МЗ в аэропорту Кневичи г. Владивостока
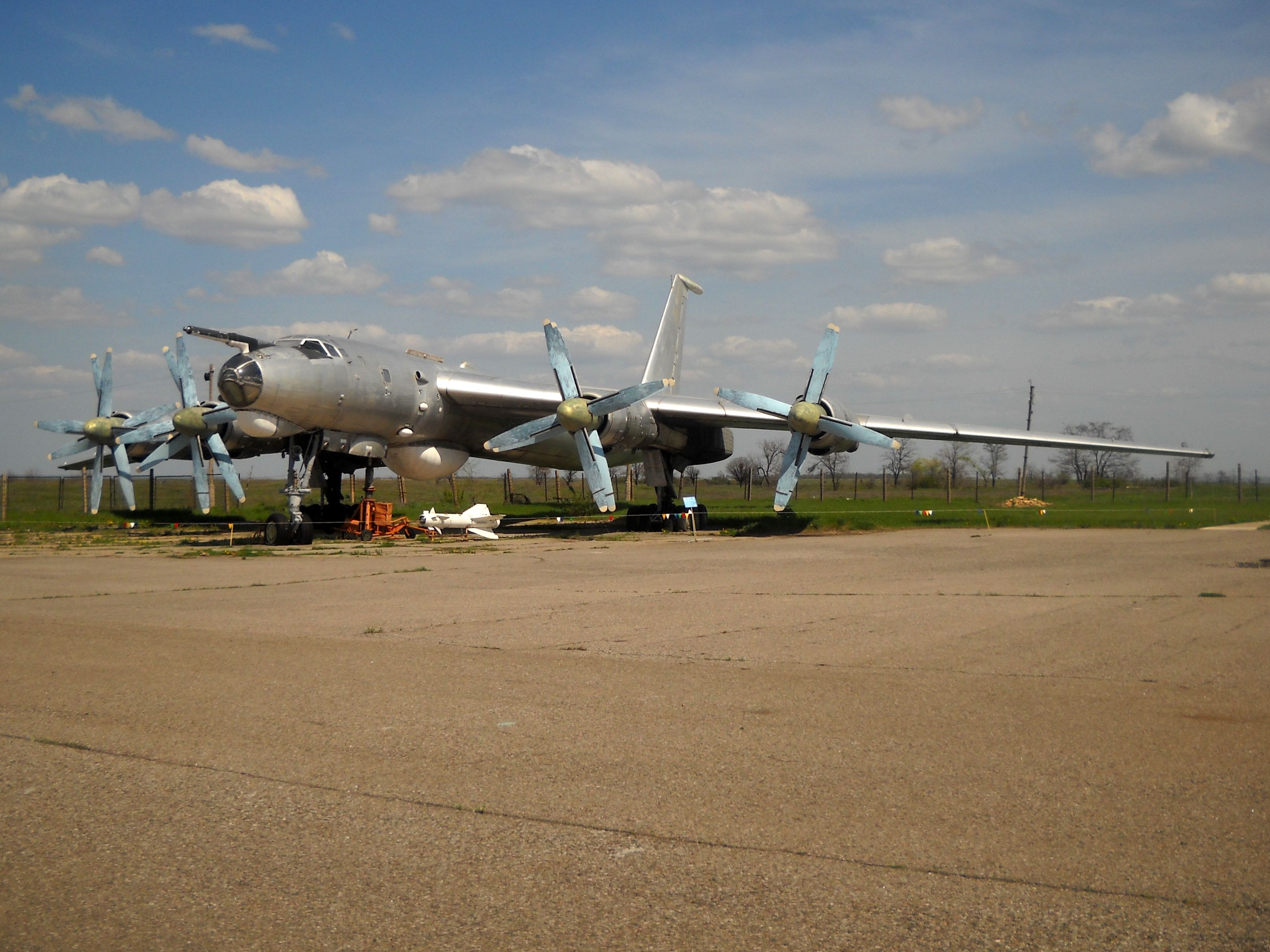
Ту-142 в Луганском авиационно-техническом музее, 2010 год.
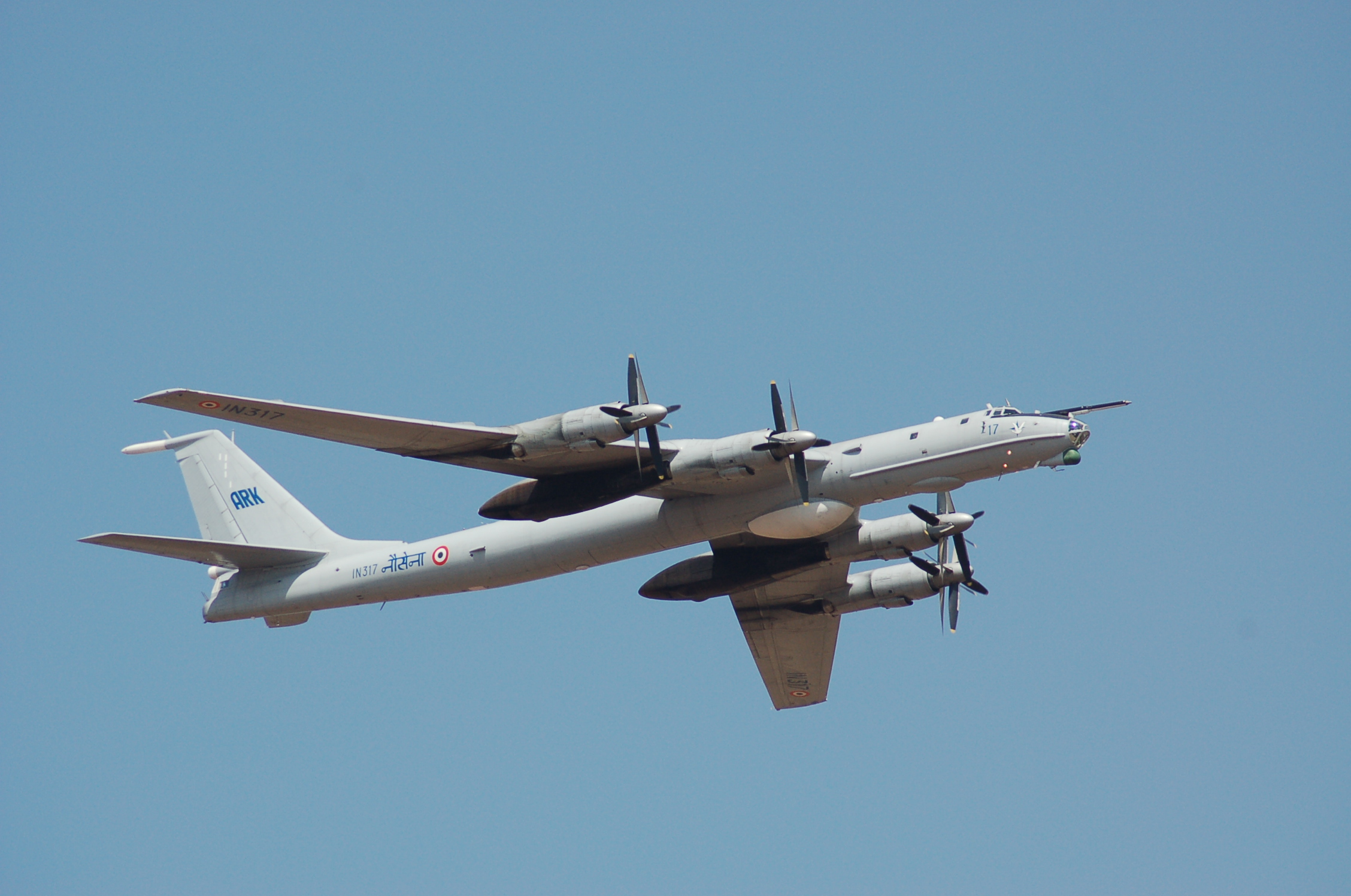
Ту-142МЭ индийского ВМФ
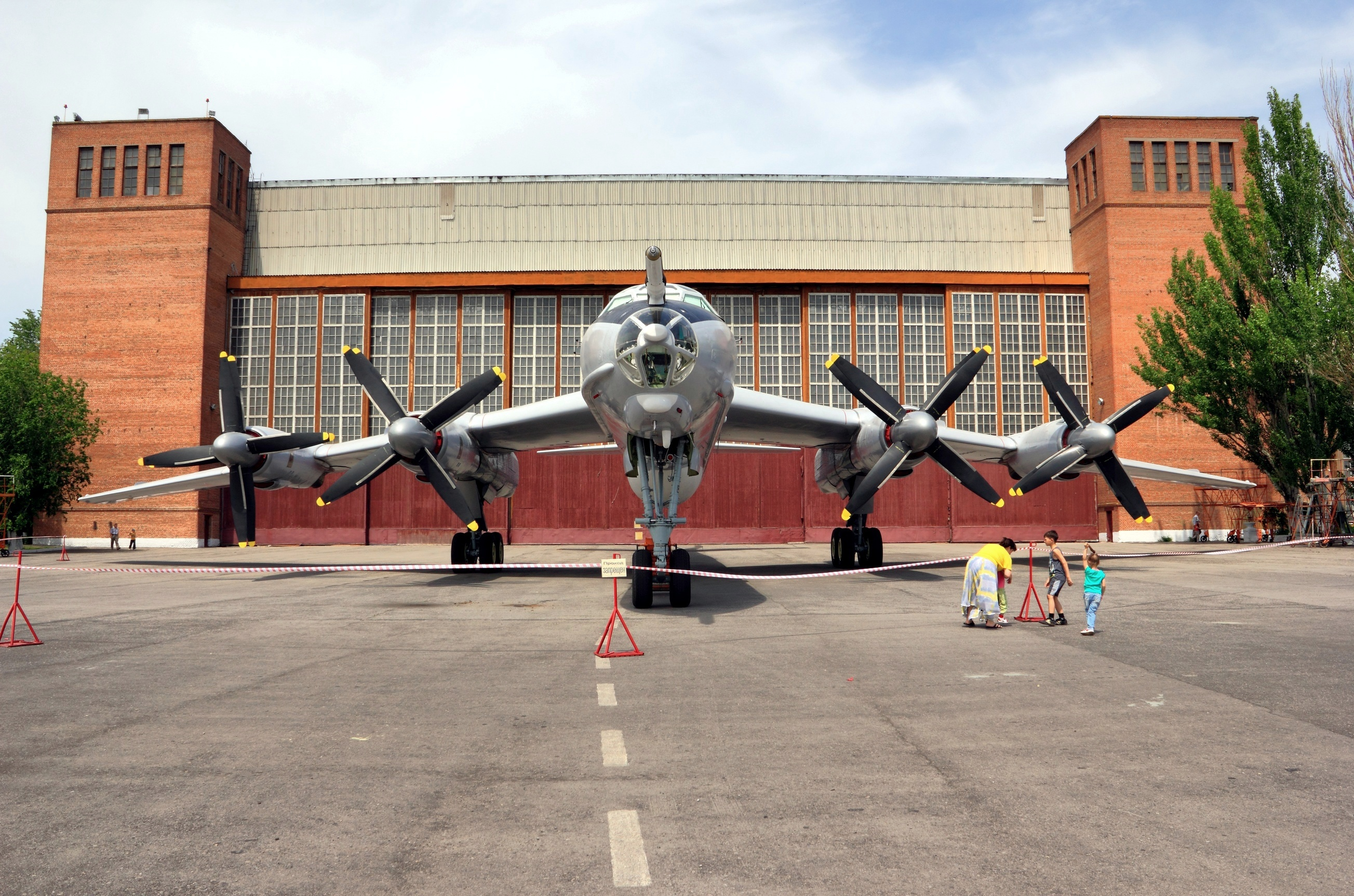
Ту-142МЗ на авиаремонтном предприятии в г. Таганроге.